# Arte da Grécia Antiga

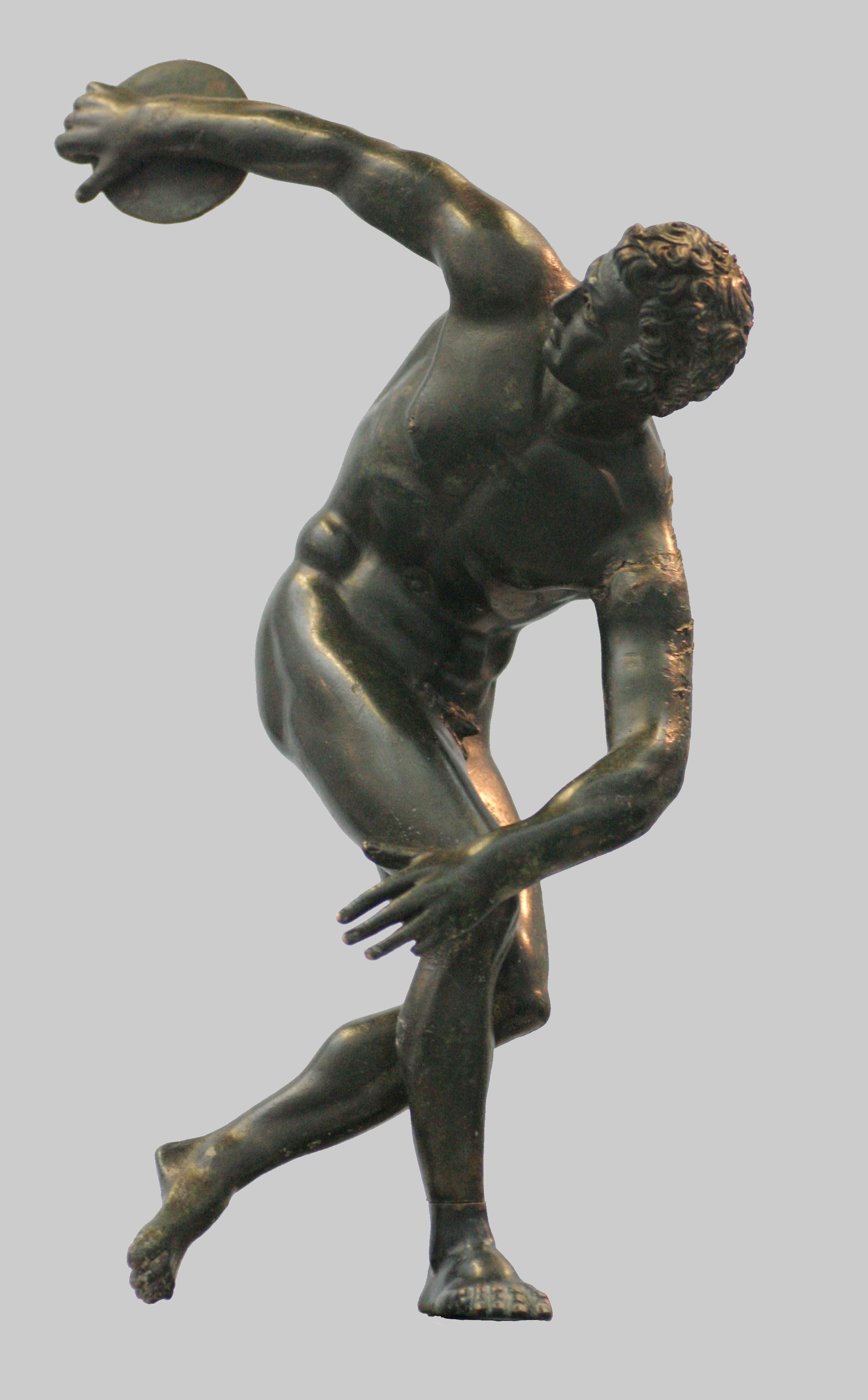
O Discóbolo de Míron, uma das mais conhecidas obras da arte grega. Cópia em bronze da Gliptoteca de Munique

Por arte da Grécia Antiga compreende-se as  manifestações das artes visuais, artes cênicas, literatura, música, teatro e arquitetura,  desde o início do período geométrico, quando, emergindo da Idade das Trevas, iniciou-se a formação de uma cultura original, até o fim do período helenístico, quando a tradição grega se dissemina por uma larga área entre a Europa, África e Ásia, abrangendo o intervalo de aproximadamente 900 até 146 a.C., data em que a Grécia caiu sob o domínio romano. Entretanto, esses limites cronológicos não são um consenso entre os historiadores.
Os exemplos mais conhecidos da arte grega antiga, e os que mais profundamente influenciaram as gerações posteriores, tanto teórica como materialmente, pertencem ao período clássico, quando conheceram apreciável unidade ideológica e formal, encontrando os seus alicerces numa filosofia antropocêntrica de sentido racionalista que inspirou as características fundamentais deste estilo: por um lado a dimensão humana e o interesse pela representação naturalista do homem e, por outro, a tendência para o idealismo, traduzido na proposição de cânones ou regras fixas que definiam sistemas de proporções e de relações formais para as produções artísticas. A mesmo tempo, cristalizava-se o conceito de paideia, que vinha sendo elaborado desde os tempos arcaicos - um sistema de educação integral para a formação do cidadão perfeito - que previa uma função social e pedagógica para a arte, concebendo-a como uma atividade eminentemente utilitária e técnica e colocando-a na órbita dos ofícios mecânicos - de fato, somente no fim de seu ciclo a cultura grega passou a debater a ideia de que a arte poderia ter um escopo ampliado e popularizado, e ser praticada sem vínculo com a função social, e sim pelo puro prazer estético.
Porém, a arte da Grécia Antiga não se resume no período clássico, que abrange apenas pouco mais de cem anos de sua longa história, e teve manifestações de grande importância antes e depois dele, cujos conceitos e práticas eram bastante distintos. No helenismo, período que sucedeu o classicismo e representou a última floração cultural originalmente grega, embora colorindo-se de inúmeras outras influências externas, a arte passou definitivamente a se aproximar do público de um modo mais íntimo e pessoal, expressando todo o espectro da experiência humana, do cômico e do obsceno ao heroico e ao trágico, e do oficial e cívico ao prosaico e doméstico. As pesquisas mais recentes revelaram que mesmo durante o classicismo a aplicação prática dos padrões teorizados foi muito mais flexível do que se pensou durante muito tempo, abrindo espaço para variações e desvios da norma e a formação de várias escolas regionais diferenciadas.
A partir desta constatação, modernamente a arte da Grécia Antiga já não é vista como um bloco monolítico, mas sim como um corpo de expressões ricamente diversificadas, adaptáveis a contextos regionais, a influências externas e inúmeros outros determinantes. Em seu conjunto, por sua impressionante série de conquistas conceituais, formais, técnicas e funcionais, de grande consistência, forte base filosófica e ética e excitante novidade, e também pela alta sofisticação e qualidade técnica de seu produto, a arte da Grécia Antiga vem sendo, desde sua aparição, uma referência onipresente na cultura ocidental, repetidamente invocada pelos ocidentais como a mais sublime manifestação do engenho e da inspiração humana, mas sendo também, justamente por sua avassaladora influência, repetidas vezes contestada, combatida e mesmo ridicularizada, formando de qualquer maneira uma das referências mais centrais e permanentes da história da cultural ocidental. Hoje, com a grande penetração desta cultura em todo o mundo, a arte da Grécia Antiga se tornou conhecida e apreciada universalmente, recebendo imensa atenção dos estudiosos e do grande público.

## Contexto e visão geral

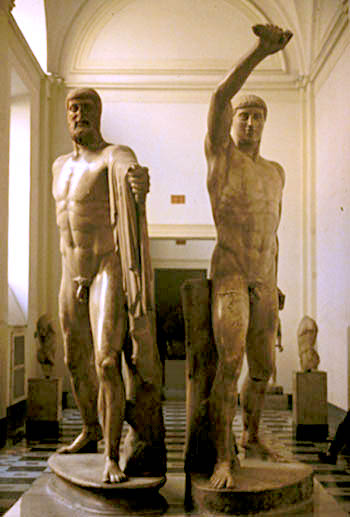
Harmódio (à direita) e Aristógito (à esquerda), chamados "os tiranicidas". Famoso grupo estatuário celebrando em formas idealizadas modelos de heroísmo e virtude cívica

O período aqui enfocado testemunhou uma série de modificações profundas na sociedade grega. Partindo de um conglomerado de tribos rurais independentes e frequentemente em guerra entre si, os genos, cujo único elo comum era a língua e a religião, e cuja cultura, dissolvida na Idade das Trevas, começava a ressurgir, os gregos encaminharam-se gradualmente para um modelo de vida urbano, constituindo-se as pólis, dominadas primeiro por uma aristocracia latifundiária, e depois por uma elite de políticos e comerciantes, dentro de uma moldura social mais ou menos democrática, na qual, porém, só tinham voz ativa os detentores do atributo da cidadania, permanecendo estrangeiros e escravos à margem dos processos decisórios, ainda que não dos produtivos e sociais. Esse modelo se difundiu, em sucessivas ondas de colonização, por toda orla do mar Mediterrâneo e trechos do mar Negro. Mais adiante, enfraquecida por guerras internas, a Grécia sofreu o domínio macedônio e posteriormente o romano, extinguindo-se como sociedade independente.
Ao longo desta história, desde cedo surgiu entre eles um desejo, de índole racionalista, por um conhecimento mais completo do mundo e do homem. Em vista disso desenvolveram-se diversas ciências, como a matemática, a biologia, a medicina, a geometria, a astronomia, a ciência política, a óptica, a geografia, a filosofia, a etnografia, a historiografia, e lançaram-se os fundamentos da psicologia e da psiquiatria. E para disseminar todo esse novo conhecimento, desenvolveu-se também um modelo educativo de largo escopo, conhecido como paideia, consolidado no período clássico, que objetivava a educação integral do indivíduo para o perfeito domínio de si, para o exercício pleno da cidadania e para o desfrute de uma vida mais rica, saudável, harmoniosa e significativa.
Naturalmente, a arte produzida nesse continuum de transformações refletiu-as de variadas maneiras, tanto em termos de estilo quanto de significado e função. Permaneceram mais ou menos constantes, porém, alguns traços comuns, regidos pelo conceito básico da kalokagathia, o qual associava a beleza com as virtudes morais, religiosas e cívicas. A arte não era vista como uma atividade meramente decorativa, mas engajava-se profundamente, como disse Andrew Stewart, na construção e transformação da sociedade e na consagração de ideologias específicas. Por isso, estava sujeita a uma série de convenções que impunham ao artista a criação de produtos socialmente significantes, capazes de, atendendo às formulações da kalokagathia, ao mesmo tempo adornar as cidades mas acima de tudo servir como modelos educativos. Sequer havia naquele tempo uma palavra para designar arte como hoje a entendemos — uma atividade livre de compromissos e nascida em grande medida da criatividade e da iniciativa individuais do artista —, mas falava-se em techné, um termo de difícil tradução que equivale aproximadamente a técnica, habilidade ou tecnologia, que tinha conotações práticas e racionais e que podia se aplicar a qualquer atividade sujeita a regras e passível de aprendizado. A poesia, por exemplo, naqueles tempos não era considerada uma "tecnhé", pois se acreditava que era fruto direto da inspiração divina.
Assim, a arte grega foi essencialmente uma criação urbana, de características funcionais e de fundo moral, sagrado e/ou político, que elevou o homem a uma condição exaltada. Boa parte do que se criou foi encomendado pelo Estado — era destinado ao culto, ou era concebido como monumento público, celebrando heróis, atletas e outras figuras por algum motivo notáveis e exemplares. Outras obras perenizavam episódios mitológicos e conquistas coletivas, como eventos históricos importantes ou os sucessos militares recentes, ou declaravam a superioridade cultural dos gregos sobre outros povos, segundo a sua própria visão. Isso, mais a concepção da arte como um instrumento pedagógico, fez com que muito da arte grega tivesse características idealistas e formas austeras, equilibradas e nobres, ao mesmo tempo em que mantinha contato com a realidade concreta através de um concomitante interesse pela representação naturalista, uma tendência cristalizada no período clássico. A associação clássica de idealismo e naturalismo criou uma síntese original de duradoura influência sobre a posteridade do ocidente.

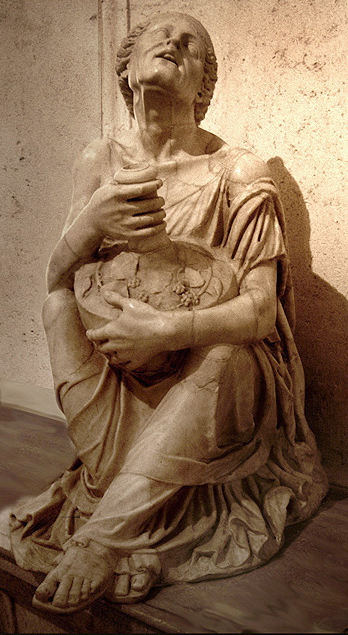
Velha bêbada, um típico representante da arte helenística

No período seguinte, chamado helenístico, opera-se a transformação mais radical na arte grega, que até então, a despeito de várias mudanças formais, permanecera bastante homogênea e constante em seus propósitos e funções essenciais. O período inicia com a conquista da Grécia pelo macedônio Alexandre Magno e acompanha a construção — e também a queda — do seu império. Admirador dos gregos e sua cultura, levou os princípios de sua arte às regiões que conquistou, chegando à Índia e ao Egito. Foi uma fase de internacionalização cultural, e também de abertura para novas referências, de mudança na própria visão de mundo. Absorvendo influências de várias regiões, a arte se torna mais eclética, dramática, sofisticada, cosmopolita, passando a função pública para um lugar secundário, e emergindo os interesses individuais ao primeiro plano. O ideal antigo, que procurava mostrar ao homem o semideus que ele deveria ser, deu lugar ao prosaico, ao simplesmente humano, e mesmo ao feio e ao decadente, e os olhos da sociedade se voltavam para o mundo concreto, seus prazeres e suas imperfeições. Mesmo as representações dos deuses sofreram humanização, embora fosse a área mais resistente a mudanças. O programa da paideia também se transformava, passando a privilegiar os aspectos puramente culturais da educação, em detrimento dos morais. A tendência secularizante e internacionalizante não impediu que sobrevivessem várias escolas regionais arcaizantes e classicistas em atividade ao longo do helenismo, sendo especialmente apreciadas em Roma, que neste período se tornava o mais ávido mercado consumidor de obras gregas, seja em originais, seja em cópias e derivações, chegando a valer fortunas. O historicismo e o gosto pela releitura erudita de originais gregos consagrados estavam entre os traços mais constantes na cultura romana. Se antes a referência grega já havia impregnado profundamente a cultura etrusca e chegara aos confins do Oriente com Alexandre, agora passava a constituir parte principal na consolidação da cultura de Roma. Em breve os romanos sobrepujariam os macedônios e assumiriam o comando da Grécia, absorvendo ainda mais profundamente suas referências. A partir de Roma a arte grega seria traduzida — e mil vezes retraduzida, com variados graus de fidelidade — para grande parte da Europa, Oriente Próximo e norte da África. Apesar desta disseminação em larga escala, quando o cristianismo ganhou poder a memória da religião pagã foi proscrita como diabólica e enganosa, e o nu, de tão assídua presença na arte grega, foi condenado como imoral. Juntos, mais mudanças nos gostos estéticos e no entendimento das funções da arte, esses fatores desencadearam uma onda iconoclasta avassaladora, e ao longo da Idade Média a maioria dos originais da arte grega se perdeu ou foi destruída.

## Arquitetura

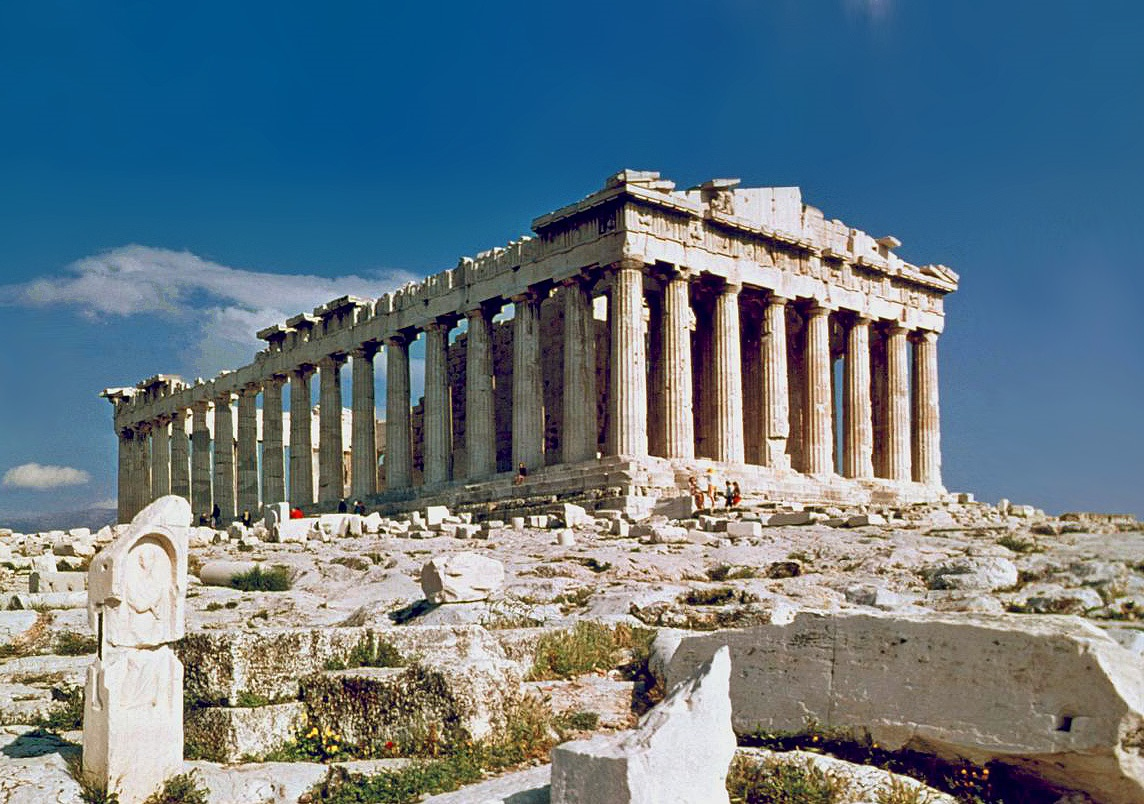
Partenon de Atenas

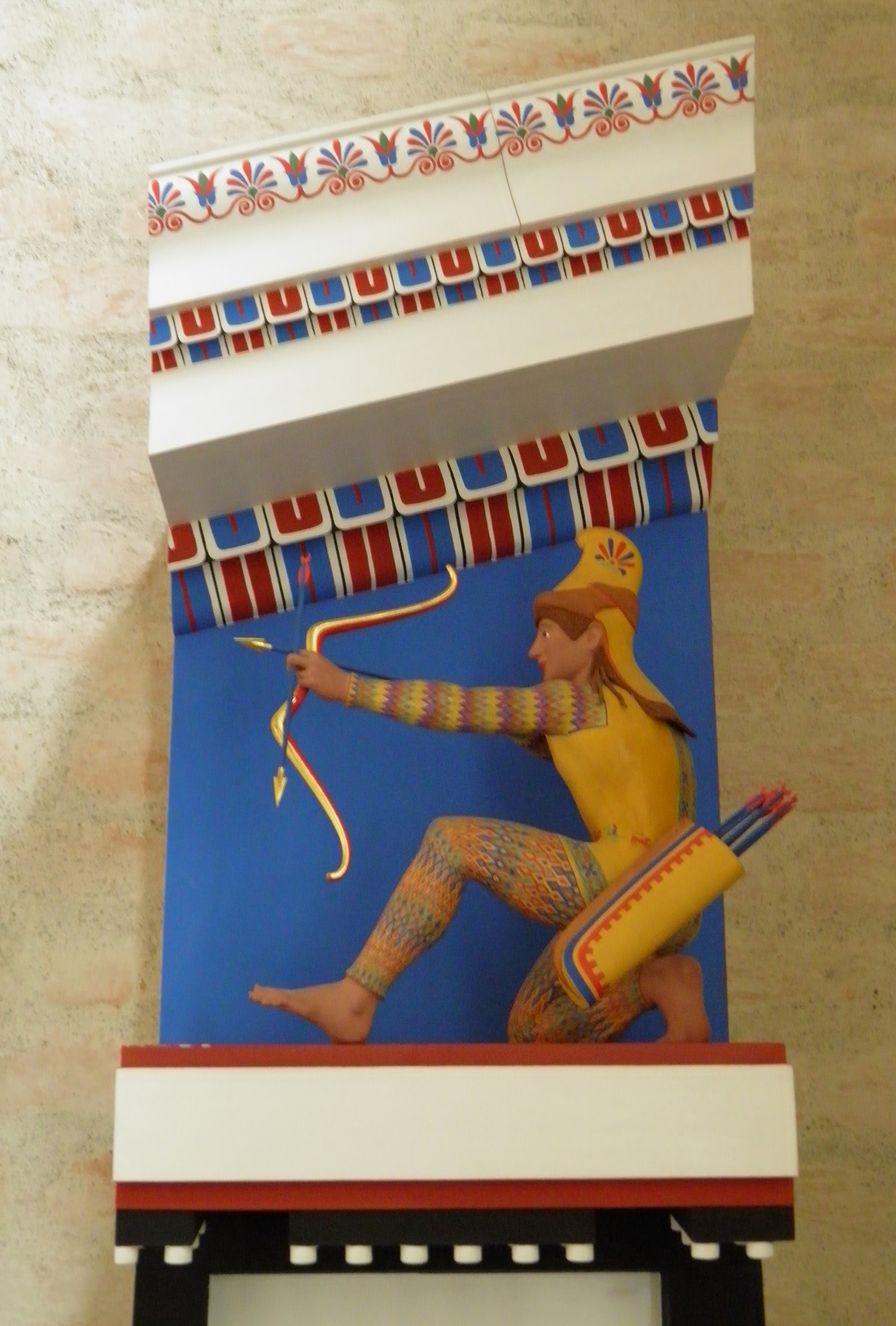
Reconstituição hipotética da pintura de fragmento do frontão oeste do Templo de Afaia em Egina, proposta pela exposição Bunte Götter

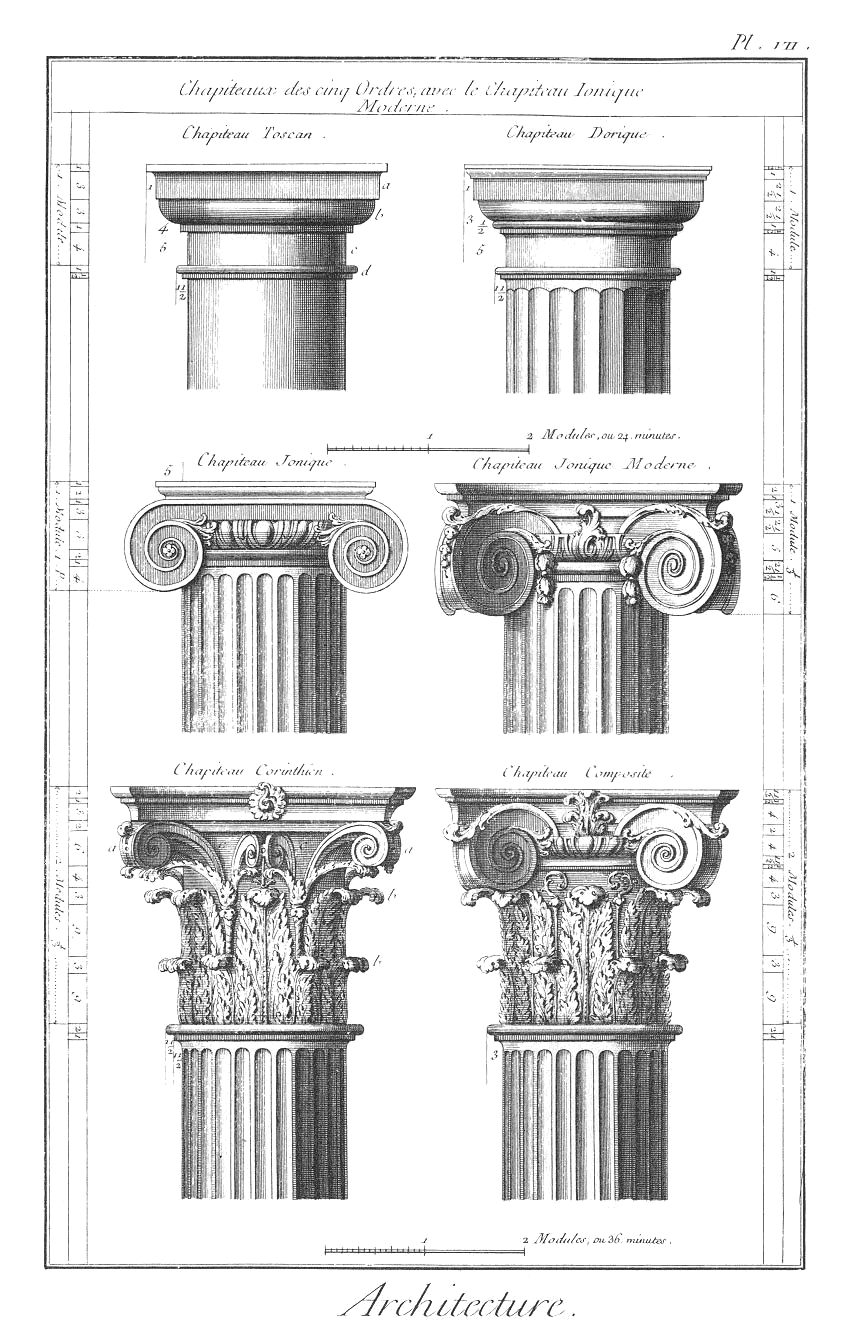
As três ordens gregas (dórica, jônica e coríntia)

A arquitetura grega iniciou seu florescimento somente por volta da primeira Olimpíada, em 776 a.C. As habitações eram em geral muito simples e os principais representantes da arquitetura, nesta fase, são os templos em pedra. Eles derivam seu desenho de uma arquitetura micênica estruturada com madeira, o mégaro, uma construção retangular caracterizada por uma abertura, um alpendre de duas colunas, e uma lareira mais ou menos centralizada, coberta por um telhado de madeira em duas águas com traves aparentes, tinha as paredes de tijolo cozido ao sol recobertas com estuque e uma base de pedra. A porta era estruturada por duas traves laterais e um lintel, todos em madeira. Os gregos transportaram para a pedra uma réplica bastante aproximada desse modelo, tanto que a arquitetura grega já foi apelidada de "marcenaria em pedra". As primeiras colunas e linteis dos templos gregos, na verdade, foram de madeira. Pouco depois a pedra começou a substituir todos os outros materiais salvo na estrutura do telhado. Até as telhas com o tempo passaram a ser elaboradas nos materiais mais perenes da cerâmica e do mármore. Os gregos concentraram as suas pesquisas estruturais basicamente num sistema muito simples: o trílito, formado por dois pilares de apoio e por um elemento horizontal de fecho, o lintel. Este sistema, que permitia a ereção de paredes e tetos de grande dimensão e peso, deu seu fruto pleno e típico no templo de mármore com colunatas e frontão triangular, decorado com frisos e relevos, com destaque para o Partenon de Atenas, o mais famoso. O modelo do templo grego tornou-se uma das tipologias arquitetônicas mais influentes da história da cultura ocidental. Mas provavelmente não conheciam o arco nem seus derivados: a cúpula e a abóbada, e embora haja polêmica a respeito, não se conhece evidência de uso de desses elementos na arquitetura em pedra anterior ao período helenístico, quando já começavam a penetrar muitas influências externas, e mesmo nesta época os exemplos são raríssimos.
O projeto era também simples: uma construção de forma padronizada retangular sobre uma base de geralmente três degraus, com colunas no pórtico, na extremidade oposta ou em todos os seus lados, e o entablamento de remate. O núcleo do templo era uma zona fechada, formada por uma ou mais salas, onde eram colocadas a estátua do deus e as oferendas recebidas - o tesouro do templo. Este espaço interno era coberto por um telhado de duas águas, estruturado em madeira e rematado por dois frontões triangulares em pedra, no lado da entrada e na extremidade oposta do edifício. Sendo as cerimônias realizadas ao ar livre, os arquitetos gregos preocuparam-se mais com a sua imagem exterior do que com o espaço interior, reservado aos sacerdotes. As esculturas decorativas nos frisos e frontões, bem como as paredes dos templos, eram muitas vezes pintadas em vivas cores. Praticamente nada dessa cor chegou até nós, desgastada pelo tempo e as intempéries, mas em diversos casos foram encontrados vestígios que permitiram a reconstituição hipotética de sua aparência original.
Este modelo repercutiu largamente em todo o território grego, assumindo porém muitas variações que dependiam de preferências locais ou do orçamento disponível. Na arquitetura grega foram desenvolvidos três estilos ou ordens: a ordem dórica, a jônica e a coríntia. A ordem dórica era a mais simples, sem ornamentos, dando à edificação um aspecto de grande solidez. A jônica, mais elegante, tinha um capitel decorado por duas volutas. A ordem coríntia, que surgiu somente na época clássica, era ainda mais esbelta e ornamentada, sendo famosa pelo seu alto capitel em forma de sino invertido, decorado com volutas e folhas de acanto. O Partenon e o Templo de Teseu são de estilo dórico. O Erectéion e o Templo de Atena Nice, ambos erguidos em Atenas, são de estilo jônico.
Outra das invenções importantes da arquitetura grega foi o anfiteatro, geralmente construído na encosta duma colina, aproveitando as características favoráveis do terreno para ajustar as bancadas semicirculares. No centro do teatro ficava a orquestra, e ao fundo o palco, decorado com um cenário arquitetônico fixo. Dos muitos teatros construídos pelos gregos destaca-se o famoso Teatro do Epidauro. Além do templo e do anfiteatro os gregos desenvolveram uma série de outras tipologias arquitetônicas para usos específicos. Podem ser citados como exemplo o templo de planta circular, designado por tolo; o pritaneu, semelhante ao templo mas sendo uma grande sala de banquetes e eventos oficiais, contando com uma lareira acesa perpetuamente em honra a Héstia; o buleutério ou sala do conselho, uma sala retangular para assembleias, com uma arquibancada em seu interior; o estádio e o hipódromo, para realização de jogos e corridas; o ginásio ou palestra, para o treinamento dos atletas, e as capelas votivas ou tumulares, na forma de templos em miniatura. As residências em geral continuaram sendo modestas ao longo de toda a história da Grécia Antiga, sem qualquer traço decorativo pronunciado. Sua planta básica era aproximadamente quadrada, tendo como característica proeminente uma galeria no interior que atravessava a casa de uma parede a outra, e para onde se abriam os outros aposentos e um pátio rodeado de colunas. Casas de dois andares eram comuns.
Durante muito tempo prevaleceu a ideia de que os gregos utilizavam um sistema de proporções uniforme e estrito para a construção, baseado na Seção Áurea, mas os estudiosos de hoje, segundo disse Ian Jenkins, na medição de inúmeros templos não encontraram evidências físicas suficientes para corroborar a ideia - ao contrário, encontraram uma enorme diversidade de sistemas ou mesmo às vezes nenhum sistema reconhecível. Os principais motivos para tal são a ausência naquele tempo de um sistema métrico padronizado para toda a Grécia, e a preferência pela construção de proporções cumulativamente a partir de uma medida inicial arbitrária. Com isso atualmente se concebe a arquitetura grega como dinâmica, dependente de inúmeras variáveis, ainda que tivesse linhas gerais comuns e que em pelo menos alguns templos tenha sido atestado um uso consistente de proporções definidas.

## Música

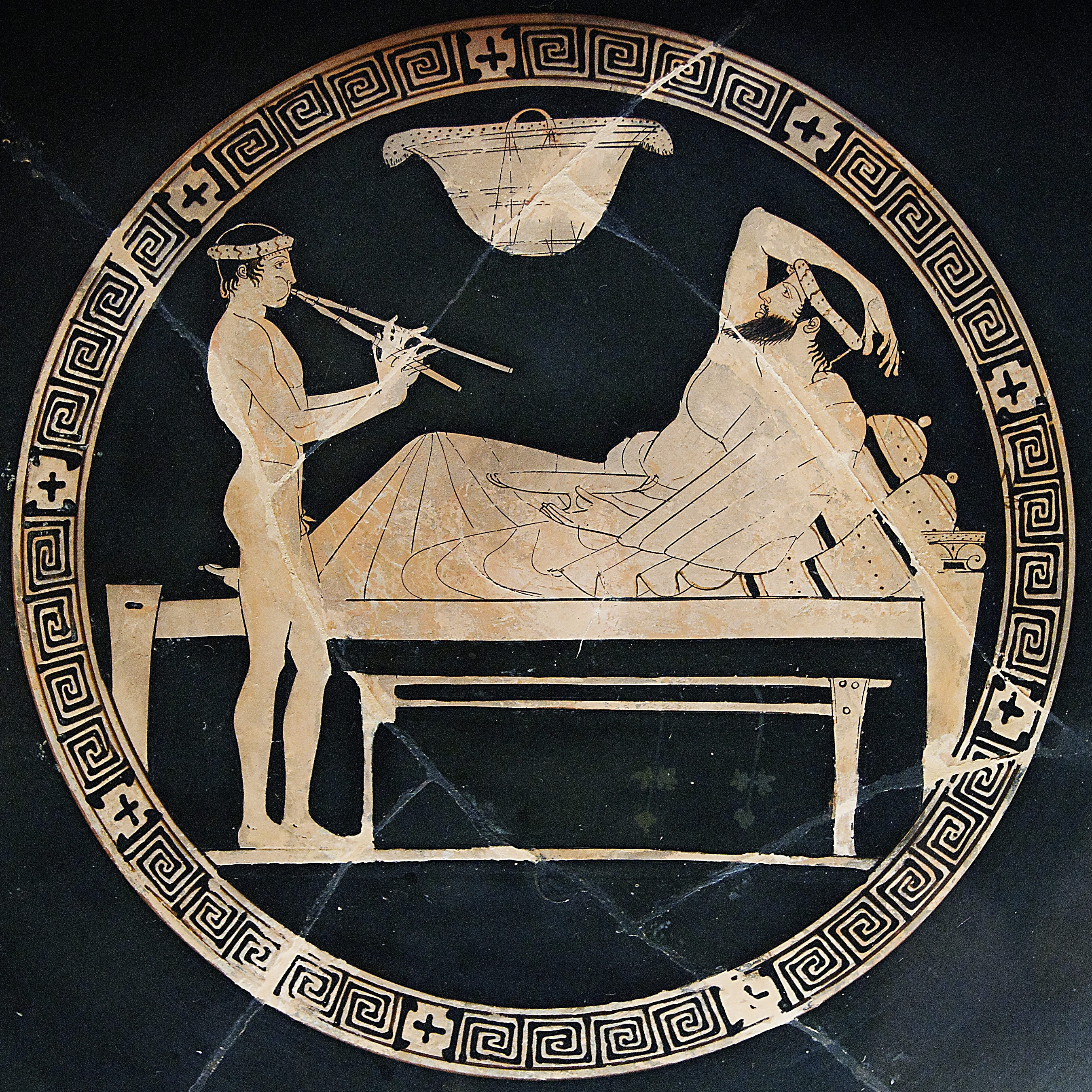
Cena de banquete ao som de música de aulo

O que se sabe da música grega deriva principalmente de fontes literárias e da iconografia. Sobrevivem escassos e fragmentários exemplos de peças musicais anotadas, cujo deciframento ainda é objeto de disputas. Também chegaram aos nossos dias tratados técnicos, o seu sistema teórico de modos, alguns vestígios de instrumentos e algumas melodias foram transmitidas por escritores medievais. A música era onipresente na sociedade grega, decorava os festivais públicos, acompanhava os guerreiros nas batalhas e os pastores nas lides do campo, e entretinha as famílias no recesso do lar. Era além disso parte da educação regular de todo membro da elite. Muitas vezes estava associada à dança e ao teatro. Fazia parte de muitos de seus mitos e desde longa data se firmou uma ideia de que era um poder efetivo, capaz de alterar a disposição do ouvinte para o bem ou para o mal. Foram registradas histórias de uso deliberado da música para influenciar populações inteiras, como no caso do cantor Terpandro, convidado por Esparta para com seu canto apaziguar uma cidade agitada, e de Pitágoras, creditado como criador de uma terapia musical. Mais do que isso, o estudo da música entre os gregos não se resumia a uma fórmula para a produção de melodias, mas era uma descrição matemática e filosófica de como o universo era construído, com os astros vibrando em conjunto no que se chamou de "harmonia das esferas". A música humana deveria refletir a harmonia cósmica. Disso deriva a forte associação da música com a ética e a pedagogia.
Um estilo de música com um perfil original e tipicamente grego já havia se estabilizado em suas formas e sistemas principais desde os tempos Homéricos, quando a música passou a acompanhar a récita de poesia. O acompanhamento geralmente era feito com a lira, mais tarde com a cítara, e com instrumentos de sopro, dos quais o mais comum era o aulo. Com o tempo desenvolveu-se um rico instrumental, que incluída diversos tipos de instrumentos de percussão, sopro e cordas, usados em combinações variáveis. Os gregos também criaram o antecessor do atual órgão de tubos num instrumento chamado hidraulo (hydraulis), movido a água.
Praticamente toda a música grega era monódica e vocal, e dependia diretamente da prosódia poética para se estruturar e desenvolver. O sistema usado pelos gregos era modal, baseado numa célula de quatro notas chamada de tetracorde que podia variar na altura, cada qual criando "atmosferas" diferentes, associadas a estados de espírito e valores morais específicos. Essas permutações da escala eram definidas por relações numéricas. A prática foi sistematizada em maior profundidade com o trabalho de Pitágoras, que desenvolveu pesquisas científicas em torno dos efeitos dos sons e de suas combinações, baseado em um sistema de proporções matemáticas, e fortaleceu as antigas e estritas associações de cada modo com determinado ethos. Segundo lamentou Platão, já em seu tempo as regras antigas começavam a sofrer uma dissolução, e os músicos passavam a explorar novidades rítmicas e melódicas sem as fortes associações transcendentes dos primeiros tempos, inovações defendidas por Aristóteles a partir de uma abordagem humanística e psicológica justificada pelo conceito de catarse, e não tanto de base religiosa e ética. Entre os principais legados da música da Grécia Antiga estão a forte influência que exerceu sobre a música da Roma Antiga; seu sistema de modos, que foi adotado pelos músicos medievais e, adaptado, sobrevive até hoje através do canto gregoriano; uma terminologia técnica ainda em uso atualmente; as noções de consonância e dissonância, e um sistema de afinação que permaneceu em vigor até o século XV.
- Melodia do Primeiro Hino Délfico, em reconstrução contemporânea de uma das poucas partituras gregas conhecidas (versão midi)

Primeiro Hino Délficoⓘ
- O Epitáfio de Sícilo em reconstrução contemporânea (versão vocal e instrumental)

## Escultura

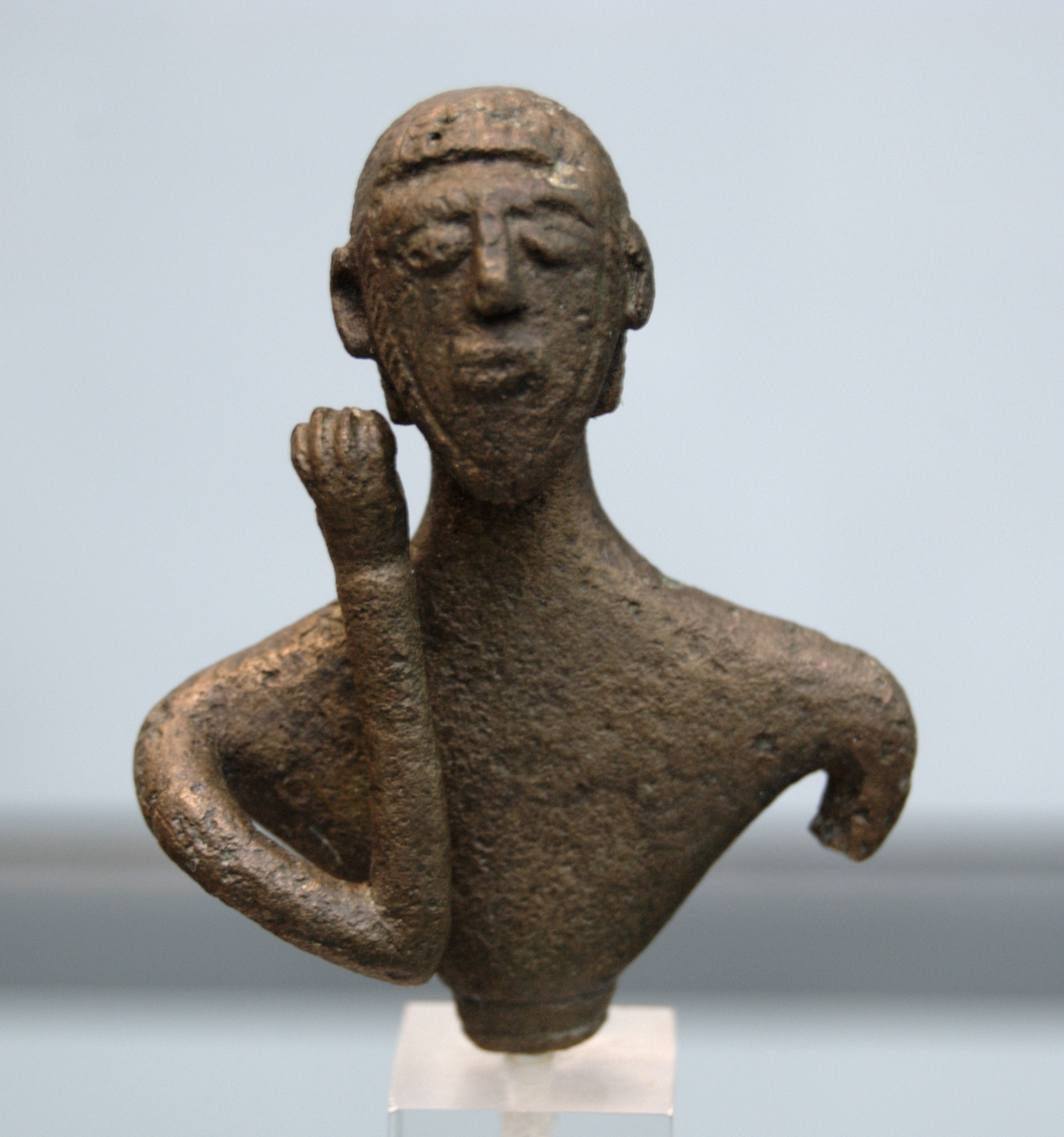
Estatueta de guerreiro do período geométrico

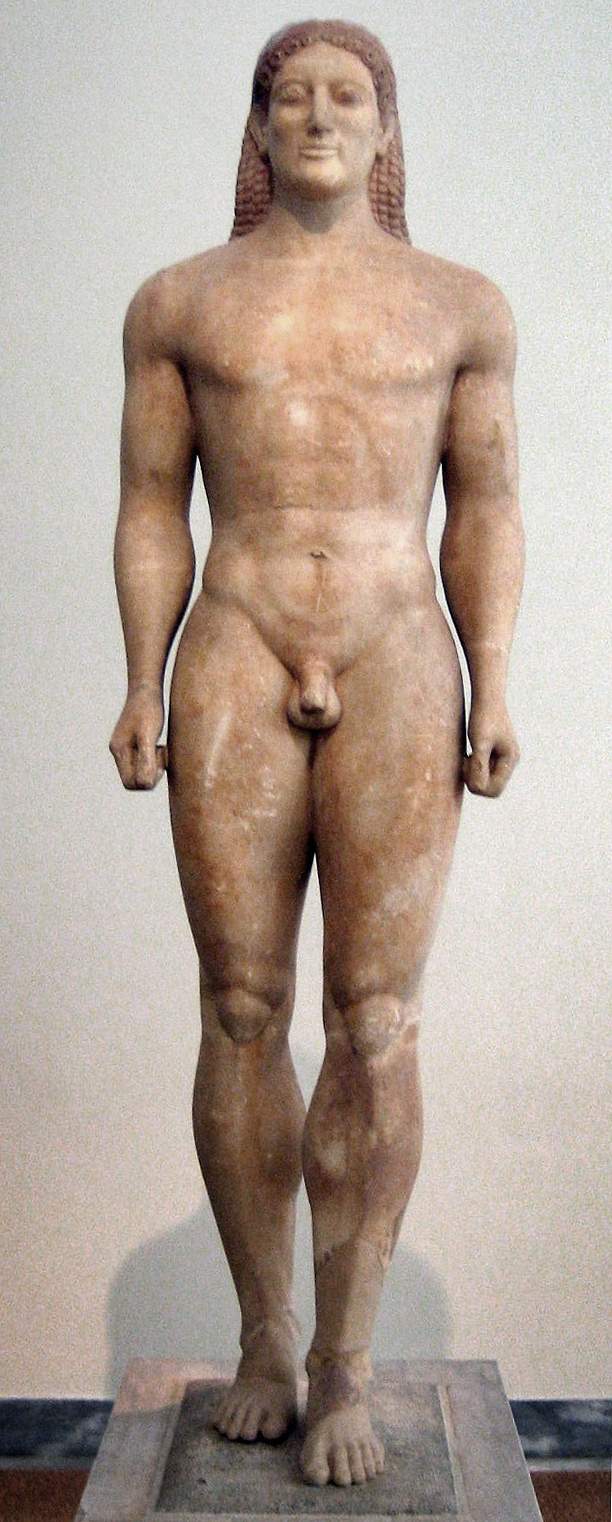
Kouros Kroisos,, período arcaico

No primeiro período enfocado, chamado geométrico (c. 900−700 a.C.), a escultura se manifestava discretamente, através de estatuetas votivas de pequenas dimensões em bronze e barro, mostrando formas altamente estilizadas de pessoas e animais, evidenciando uma artesania de considerável habilidade. Não foram encontrados traços de estatuária de grande porte, mas é possível que tenha existido, realizada em materiais perecíveis como a madeira. Outros artefatos como armas, jóias, camafeus e vasos podiam trazer pequenos adornos de caráter escultórico. O propósito e significado dessa produção ainda são obscuros, dada a ausência de inscrições que os descrevam, mas seu achado primariamente em contextos fúnebres leva a crer que tinham funções religiosas.
Em seguida, durante o período dedálico (c. 650−600 a.C.), também chamado orientalizante, a escultura recebe influência oriental e egípcia e aumenta suas dimensões, com um estilo caracterizado pela rígida frontalidade, o modelado achatado do corpo e o desenho simplificado da anatomia, que é antes uma abstração do que uma observação da natureza. O rosto é esquemático e triangular, as orelhas podiam ser omitidas e o cabelo cai em grossas madeixas. As pernas são usualmente longas e a cintura é alta e estreita. Nesta fase se inicia a consolidação de dois modelos formais de grande importância para o subsequente período arcaico: a figura masculina (kouros, kouroi no plural) e a feminina (kore, korai no plural). No caso das estátuas femininas elas aparecem com longas túnicas, mas nas masculinas a nudez é a regra. O kouros, com sua anatomia completamente exposta na chamada "nudez heroica", assumiu uma importância superlativa para o desenvolvimento da escultura grega, já que aquela sociedade só viria a permitir a exposição do corpo feminino desnudo em torno do século IV a.C. Neste mesmo período há registro dos primeiros exemplos de escultura monumental associada à arquitetura, na forma de frisos e frontões em relevo.
O período arcaico (c. 600−500 a.C.) assistiu à progressiva urbanização da Grécia, passando a cultura se concentrar nas cortes das novas cidades, as pólis, que iniciavam também a florescer com total autonomia - daí a formação de escolas artísticas regionais, tendo como principais centros Atenas, Esparta e Corinto. A decoração escultórica arquitetônica se tornou mais comum e apareceram diversos exemplos notavelmente experimentais, testando novas formas de composição em grupo e novas formas de narrativa visual. Entre os materiais, o mármore passou a ocupar um lugar privilegiado, mas a terracota continuou a ser bastante usada. Os kouroi e as korai continuaram sendo as tipologias estatuárias mais destacadas, adquirindo nesta época, em alguns casos, dimensões gigantescas, ainda que o tamanho natural fosse a praxe. Em relação à fase anterior o progresso na técnica do entalhe da pedra é evidente, bem como houve sensíveis avanços em direção a um maior naturalismo na descrição anatômica, sem que isso chegasse a quebrar as rígidas leis da frontalidade e da idealização abstratizante. Mas talvez mais importante tenha sido a formação, nas cortes aristocráticas, de um corpo de conceitos éticos, cívicos e pedagógicos que teriam influência marcante sobre a arte, englobados no sistema da paideia, que procurava formar o cidadão ideal, e no conceito de kalokagathia, que associava beleza com virtude e bondade. Os kouroi não eram produzidos meramente com fins estéticos, mas eram oferendas religiosas colocadas em santuários, marcavam a tumba de alguma personalidade ou eram monumentos públicos, e não representavam pessoas individualizadas, sendo antes a corporificação de um ideal de beleza, honra, virtude, piedade ou sacrifício. Os kouroi arcaicos, distinguindo-se da tradição dedálica, exibem um corpo vigoroso já com algum delineamento anatômico, um porte augusto e uma atitude de inabalável confiança e altivez, refletindo os valores da aristocracia. Às vezes podiam representar atletas vencedores dos Jogos, mas mesmo nesses casos não se pode dizer que eram verdadeiros retratos. As korai, por sua vez, adquirem uma feição bastante ornamental e dinâmica, mostradas em atitudes de dança ou oferenda, e sempre cobertas com ricas túnicas e complexos penteados. Com a fundação de diversas colônias gregas na Magna Grécia e nas áreas orientais do Mediterrâneo, a escultura grega se disseminou por uma grande área.
A fase seguinte, conhecida como período severo (c. 500–450 a.C.), se define por consistentes avanços na observação da natureza, refletida no rápido abandono da tipologia fixa e hierática do kouros e da kore, acompanhando o declínio da aristocracia e o surgimento de uma forte classe burguesa urbana. A arte adquiriu mais independência de funções religiosas e públicas, sendo praticada, como analisou Arnold Hauser, até certo ponto "pelo seu próprio valor e pela beleza que revela". Os detalhes decorativos foram minimizados, os traços anatômicos principais receberam a maior parte da atenção, e o interesse pela caracterização das emoções e pelo seu potencial narrativo conduziu a uma exploração de suas repercussões sobre a dinâmica corporal. Foi formulado um novo cânone de proporções, mais elegante, alongado e naturalista, se passou a tratar diferentemente deuses e homens, e apareceram representações mais verossímeis da velhice, embora as crianças ainda fossem adultos em miniatura e ainda existisse grande idealização em todas as formas.

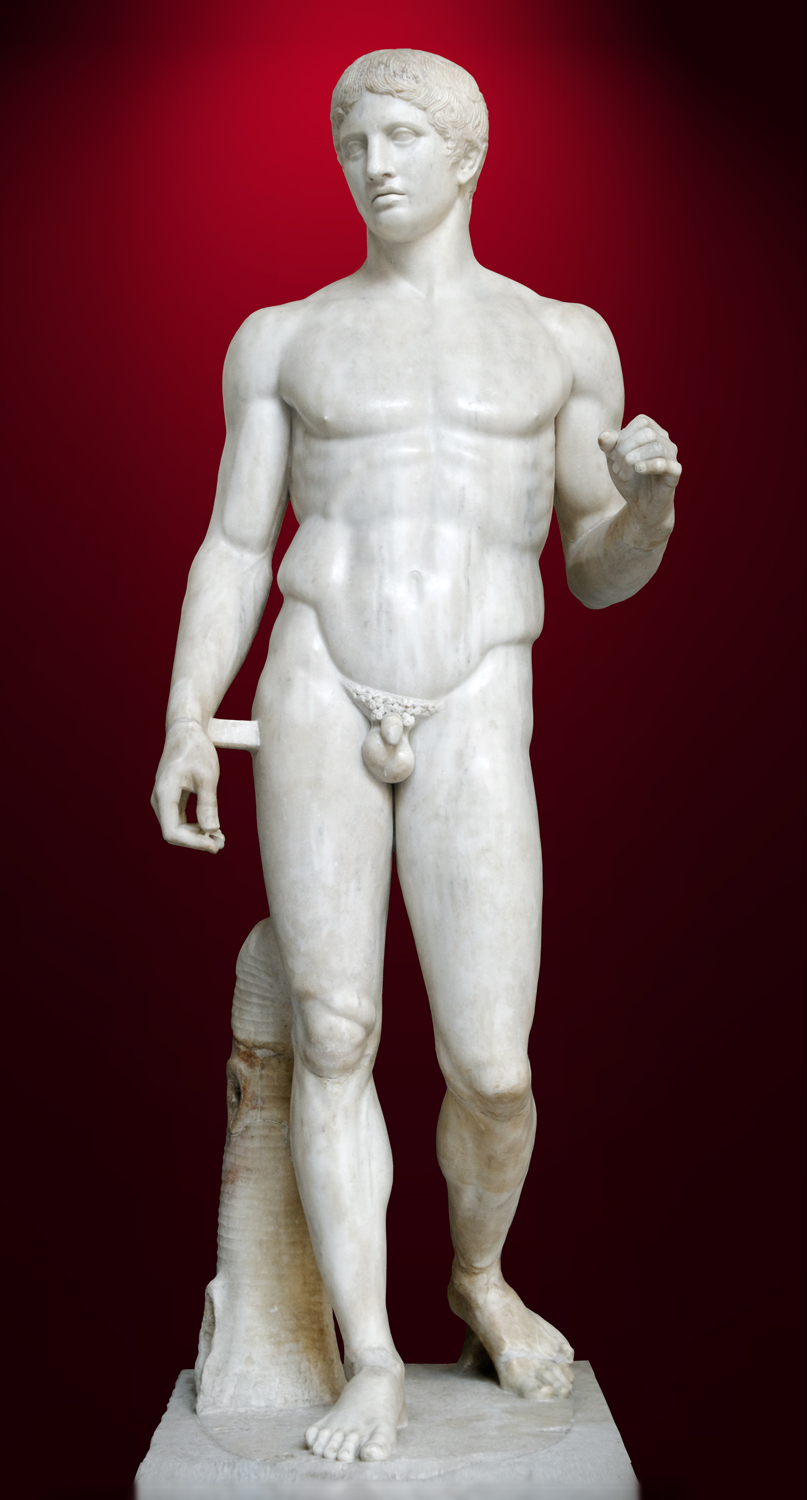
O Doríforo, de Policleto, período clássico

Depois da derrota dos persas em 479 a.C. Atenas passou a exercer uma inconteste hegemonia cultural sobre toda a Grécia e deu-se a passagem para o período clássico (c. 450–323 a.C.). Com Péricles iniciou-se um grande programa de obras públicas e reconstrução da Acrópole, cuja direção foi confiada a Fídias, talvez o mais celebrado dos escultores gregos. Ele, junto com Míron e Policleto, este ativo em Argos, foram os principais responsáveis pela formulação de um novo estilo de representação que unia de maneira admirável idealismo e naturalismo, transmitindo uma impressão de atemporalidade, equilíbrio, beleza e harmonia. Policleto é especialmente lembrado por ter elaborado um novo cânone de proporções de larga influência, exemplificado, acredita-se, na figura do Doríforo. O interesse pela representação anatômica fidedigna se tornou dominante, mas também neste período a natureza teve de conciliar-se com o idealismo nas formas e proporções, depurando do natural tudo o que fosse excessivamente idiossincrático e transitório, incluindo aqui a representação das emoções. Desenvolveu-se a técnica do bronze em cera perdida, que passou a ser o material de eleição para a estatuária independente, continuando o mármore a ser usado na escultura arquitetônica. A fase inicial do período clássico se caracterizou por formas majestosas, austeras e impassíveis; na segunda fase se verificou um abrandamento no cânone, aparecendo formas mais humanizadas, graciosas e expressivas, e desenvolvendo-se um interesse pela representação eficaz da estatuária em todos os seus ângulos, sepultando definitivamente os últimos resquícios da frontalidade. Na segunda fase pontificaram Praxíteles, Escopas e Lísipo. Praxíteles ganhou fama principalmente por ter sido o primeiro a representar em tamanho natural a mulher nua, na célebre Afrodite de Cnido. O sucesso da escultura clássica foi imediato e desencadeou um fértil debate teórico entre importantes pensadores da época, como Platão e Aristóteles, que inauguraram com isso um novo ramo filosófico, a Estética. Também foi o estilo que mais duradoura influência exerceu ao longo da história da escultura do ocidente, tornando-se quase um sinônimo para "escultura grega". Pouco da produção clássica original sobreviveu, sendo particularmente dramático o desaparecimento de quase todos os bronzes, e a maior parte do que hoje se conhece são cópias romanas.

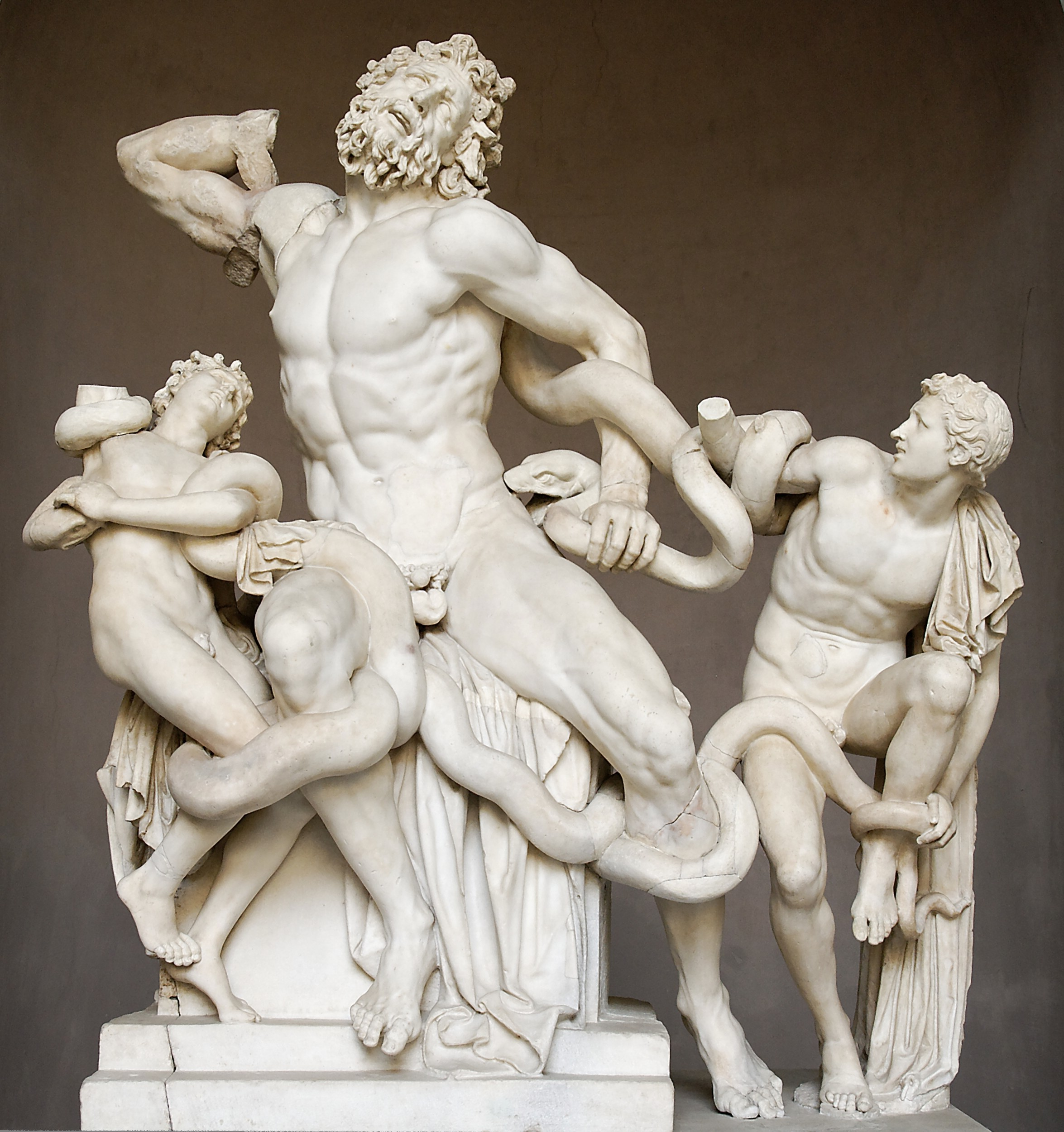
Laocoonte e seus filhos, período helenista

O período helenístico inicia com a morte de Alexandre, o Grande, em 323 a.C., e se estende até a dominação romana em 146 a.C., mas alguns autores o prolongam até a conquista romana do Egito em 50 a.C., ou até 31 a.C., data da Batalha de Áccio, quando Augusto derrotou Marco Antônio e encerrou a dinastia ptolemaica egípcia. Foi um período de grande expansão para a arte grega, levada por Alexandre até a Ásia e norte da África, de onde recebeu várias influências. A escultura helenística é cosmopolita, muito mais variada do que a clássica, e em termos técnicos é mais refinada e virtuosística. Desenvolveu-se numa fase em que se deu grande valor à História, assimilando com isso elementos de estilos mais antigos em sínteses novas e ecléticas. Também foi marcante a secularização em todos os domínios da arte, surgiram colecionadores e foram abertas galerias públicas, e popularizou-se a representação da infância e de temas profanos e domésticos. Outros temas, como a morte, o sofrimento, o erotismo, o grotesco, a alegria despreocupada, a velhice, as deidades não-olímpicas, antes pouco explorados, apareceram com frequência, ao mesmo tempo em que apareceram as primeiras representações verossímeis de fisionomias individuais, os primeiros retratos verdadeiros. Entre suas contribuições originais à tradição grega de escultura estão o desenvolvimento de novas técnicas e o aperfeiçoamento da representação da anatomia e da expressão emocional, abandonando-se o genérico em favor do específico. Isso se traduziu no abandono do idealismo clássico de caráter ético e pedagógico, enfocando os aspectos humanos cotidianos e direcionando a produção para fins puramente estéticos e, ocasionalmente, propagandísticos. Seu estilo geral é, em suma, realista, tendendo a enfatizar o drama, o prosaico e o movimento. A escultura helenística foi a base da formação da escultura romana, com seus princípios essenciais permanecendo em vigor ainda por muitos séculos à frente. Também foi importante para a cristalização da iconografia de Buda, no oriente.

## Pintura

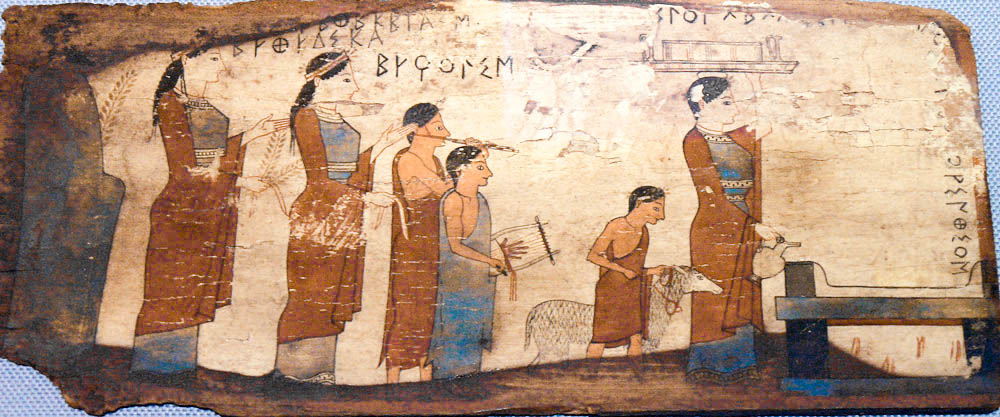
Placa de madeira pintada, encontrada em Corinto. século VI a.C.

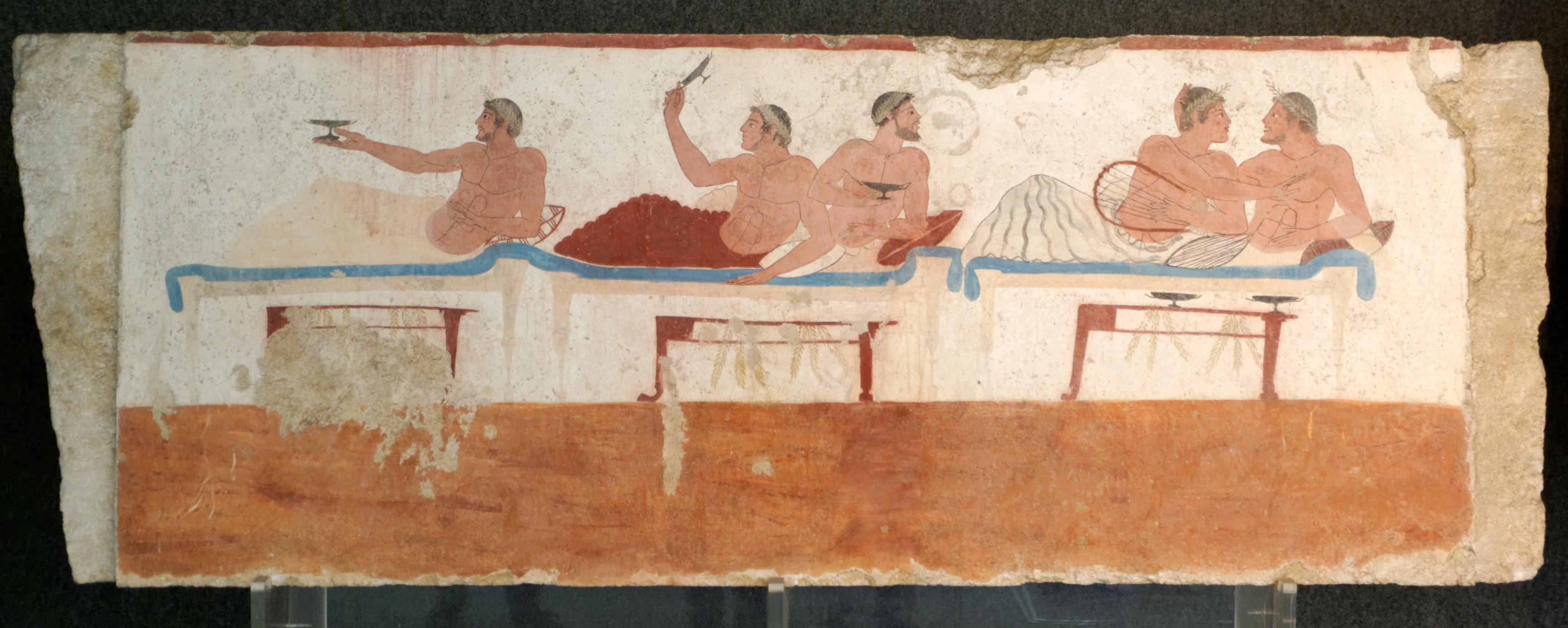
Afresco na Tumba do Mergulhador em Pesto,

Da pintura grega antiga não resta hoje mais do que reduzidos vestígios, e dela pouco se sabe com segurança. Isso não significa que não houve produção, ou que tenha sido elementar, ao contrário, fontes literárias da época atestam extenso e refinado cultivo de pintura em várias técnicas desde o período arcaico, com o desenvolvimento de várias escolas distintas, com artistas que foram celebrados por seus contemporâneos e cuja fama chegou aos nossos dias, como Polignoto, Zeuxis e Apeles. Mas devido à fragilidade dos materiais quase tudo se perdeu, exceto alguns notáveis murais em tumbas dos séculos IV e III a.C., especialmente em Vergina, na Macedônia. Sobrevive, por outro lado, expressiva produção de pintura aplicada à decoração de objetos utilitários, como os vasos.
Acerca da pintura durante o período arcaico sabe-se muito pouco. São conhecidas algumas referências literárias a poucos pintores, como Cleantes, Ecfanto, Teléfanes, Eumaro e Cimão, mas sua produção perdeu-se completamente. Algumas evidências do período sobrevivem em Termão e em algumas placas de madeira e cerâmica encontradas em Corinto, que traem a influência da arte egípcia e asiática, mantendo uma similitude com as técnicas de pintura em vasos, sendo em essência um desenho colorido. Outro exemplo importante por sua raridade, embora bastante elementar, são os murais da Tumba do Mergulhador em Pesto, de c. 480 a.C.. Outros murais do período arcaico tardio são encontrados em tumbas na Ásia Menor. Também constituem boas evidências os murais etruscos, já que derivaram diretamente da influência grega.
A partir do período clássico a pintura rapidamente adquiriu independência do estilo gráfico típico da cerâmica, passando para um tratamento de fato pictórico das superfícies, com emprego de uma variedade de efeitos visuais, incluindo pontilhismo, chiaroscuro, degradê, ilusionismo tridimensional, escorço e perspectiva, possivelmente por influência da cenografia teatral. Sua temática era basicamente a mitologia e a história, bem como a celebração da grandeza da cidade e de seus heróis e cidadãos exemplares. Destarte, a pintura encontrava utilidade geralmente na decoração de edifícios públicos e templos. Desde então a pintura se tornou ubíqua em toda a área de influência grega, tendo nesta fase Atenas como seu principal pólo irradiador. Entre os nomes célebres do período estão Agatarco, Mícon e seu irmão Paneno, Apolodoro e sobretudo Polignoto, o mais importante do período clássico, ativo em Atenas, que aparece na literatura como autor de várias cenas complexas e movimentadas, especialmente batalhas.

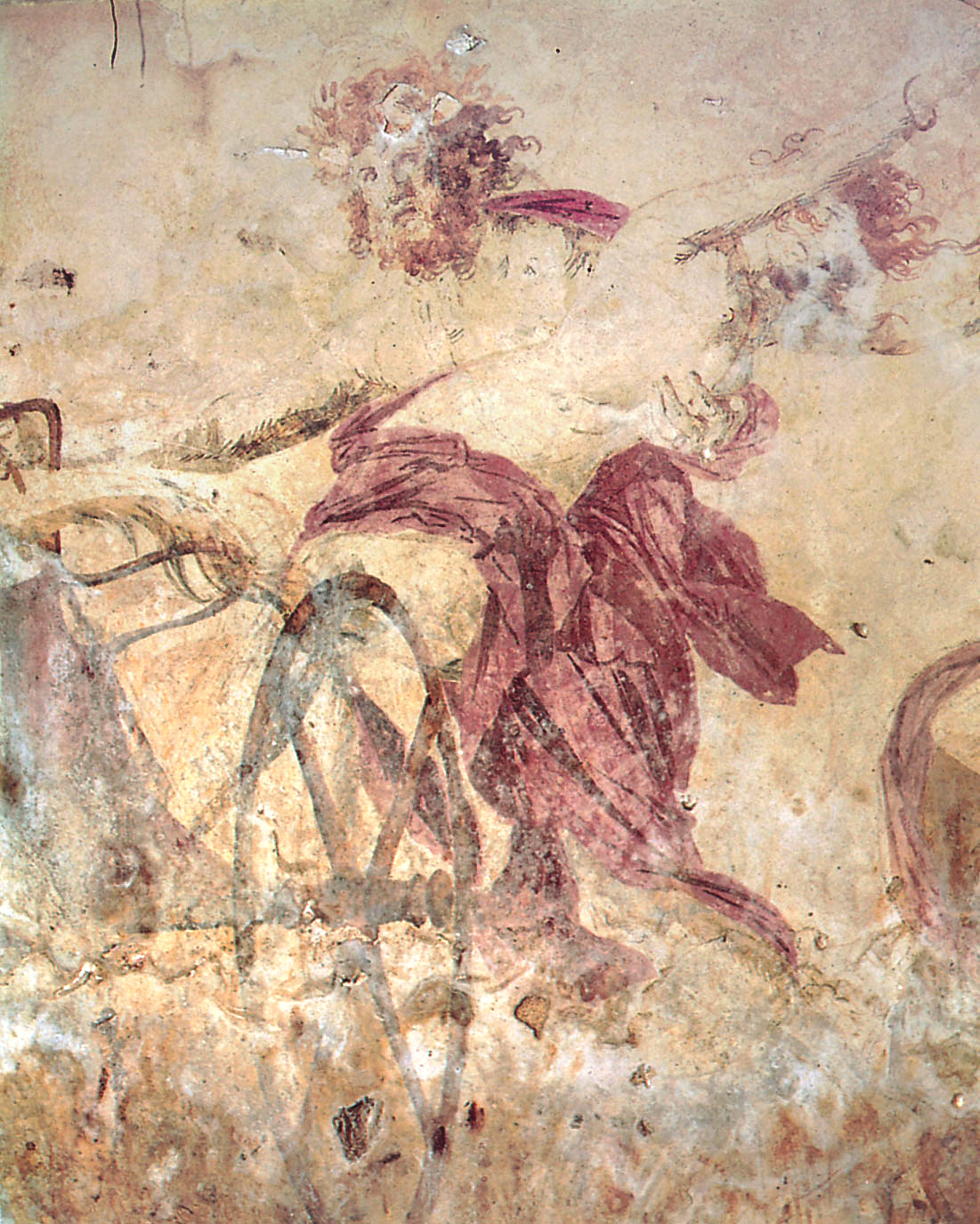
Afresco O Rapto de Perséfone, na Pequena Tumba Real em Vergina

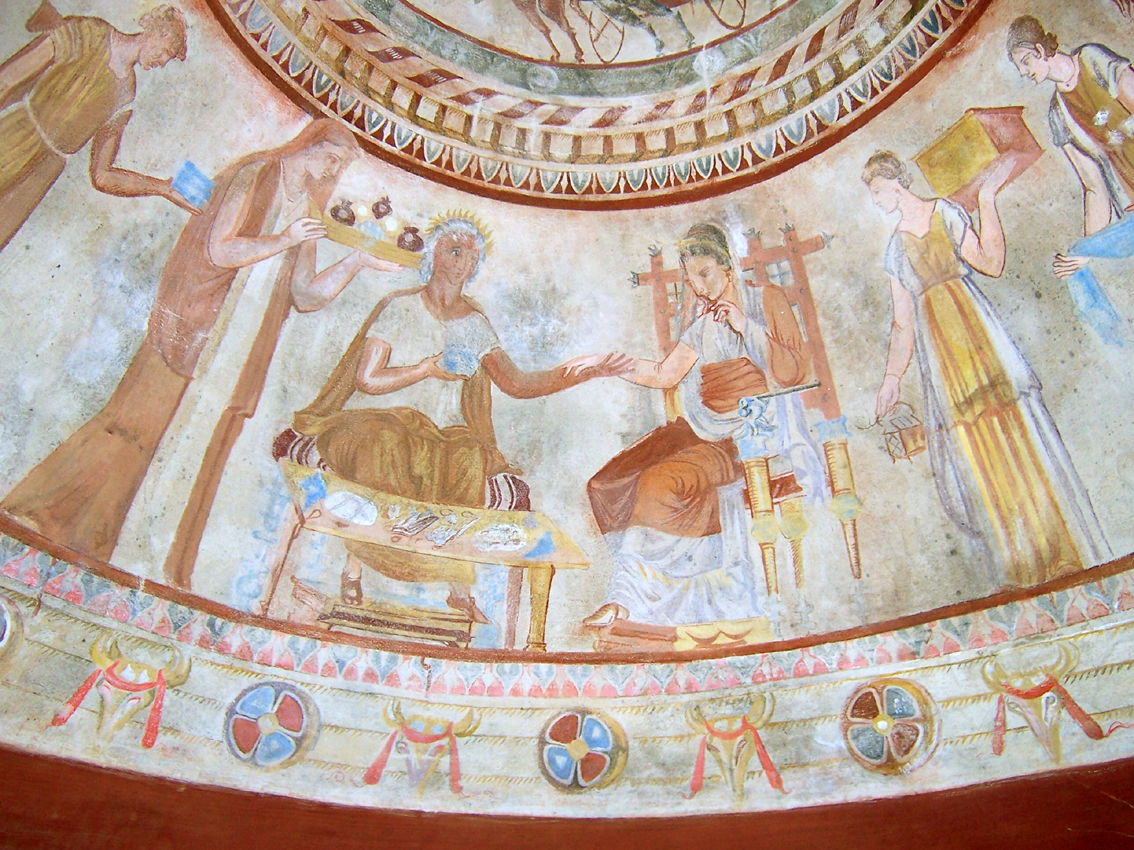
Afresco na Tumba de Kalanzak

Pouco mais tarde Sicião começou a se tornar também um centro irradiador de influência, favorecendo o pathos antes do que o ethos e introduzindo novos temas, como cenas domésticas e festejos seculares, e técnicas, como a encáustica. Seu expoente foi Eupompo, seguido por Pânfilo, Melâncio e Páusias. Ao mesmo tempo a pintura conhecia uma grande popularização, multiplicando-se os painéis portáteis pintados sobre madeira para uso privado ou puramente decorativo, e de custo muito menor. Mas, sobretudo, enfatizou-se a busca de um ilusionismo ainda mais acentuado. Outros centros apareceram na Jônia, em especial em Éfeso, formando uma escola distinta que primou pela sutileza do colorido e do sombreado. Os nomes mais célebres deste período foram Zeuxis e Parrásio. O primeiro foi louvado pela delicadeza de seus retratos femininos, pela vivacidade de expressão de suas figuras e pela escolha de temas mitológicos raramente representados. Parrásio ganhou fama como introdutor de um cânone de proporções, como desenhista insuperável e como pintor de retratos cheios de graça e beleza sensual, dando grande atenção aos detalhes. Ao mesmo tempo, teria alcançado grande penetração psicológica no retrato de seus personagens, pintando temas de fúria, melancolia e loucura.
Apeles, talvez o mais ilustre dos pintores da Grécia Antiga, foi um artista de transição entre o classicismo e o helenismo, introdutor de inovações técnicas, autor de um tratado sobre pintura infelizmente perdido, e pintor oficial de Alexandre, o Grande. Nada de sua produção chegou até nós, mas foi descrito como dominando e fundindo os estilos da Escola da Jônia e de Sicião, e autor de obras de beleza e graça insuperáveis, conseguidas pelo uso virtuosístico de um cromatismo sutil, um desenho requintado e nobres formas. Dos contemporâneos de Apeles devem ser citados Protógenes, Écion, Antifilo e Téon. Entre os exemplos concretos da transição do período clássico tardio para o helenismo estão os importantes e sofisticados afrescos das Tumbas Reais de Vergina, compostos por uma grande cena de caça ao leão e pelo Rapto de Perséfone, de grande maestria no desenho e liberdade nas pinceladas; o bem conhecido Sarcófago das Amazonas, achado em Tarquinia mas provavelmente produzido por um pintor da Magna Grécia, e afrescos da Grande Tumba de Lêucade, que incluem surpreendentes métopes pintadas imitando ilusionisticamente as métopes em relevo do Partenon.
Durante o helenismo a pintura grega se internacionalizou ainda mais, sendo levada por Alexandre até a Ásia e o norte da África, e desta fase os exemplos originais são um pouco mais numerosos, sendo especialmente importantes os da Tumba do Soldado em Alexandria, e variados fragmentos em tumbas, palácios e residências de Demétrias, Sidom, Atenas, Cnido, Pela, Delos e Pérgamo, entre outras cidades. Um grande exemplo mural está no Túmulo Trácio de Kazanlak, hoje um Patrimônio Mundial. No helenismo o ilusionismo tridimensional permaneceu como o principal interesse na pintura, mas os temas populares se tornaram largamente apreciados, entre eles a natureza-morta, a paisagem e as cenas domésticas, que se encontravam até em miniaturas. Ao mesmo tempo, os produtores de mosaicos começavam a imitar efeitos tipicamente pictóricos. Entre os pintores se destacou Pireico, criador de obras mostrando interiores detalhados de barbearias, estábulos, lojas e outros estabelecimentos do povo, e entre os mais eruditos desta fase, mantendo viva uma tradição mais antiga em composições mitológicas e históricas, pode ser citado Timômaco, cuja obra Ajax e Medeia foi adquirida por Júlio César pela fortuna de oitenta talentos.
A pintura grega foi essencial para a formação do estilo da pintura da Roma Antiga, e o desenvolvimento de grandes novas capacidades para a representação figurativa e o impacto da produção da época entre seu público fez com que a pintura contribuísse, junto com a escultura, para o florescimento de um rico debate teórico a respeito da ética na arte, sobre os seus fundamentos científicos, suas capacidades pedagógicas e sua utilidade cívica, e sobre a natureza, o caráter e a função da mímese, um debate que ganhou entre seus contendores homens notáveis como Anaxágoras, Demócrito, Sócrates, Platão e Aristóteles.

### Pintura de vasos

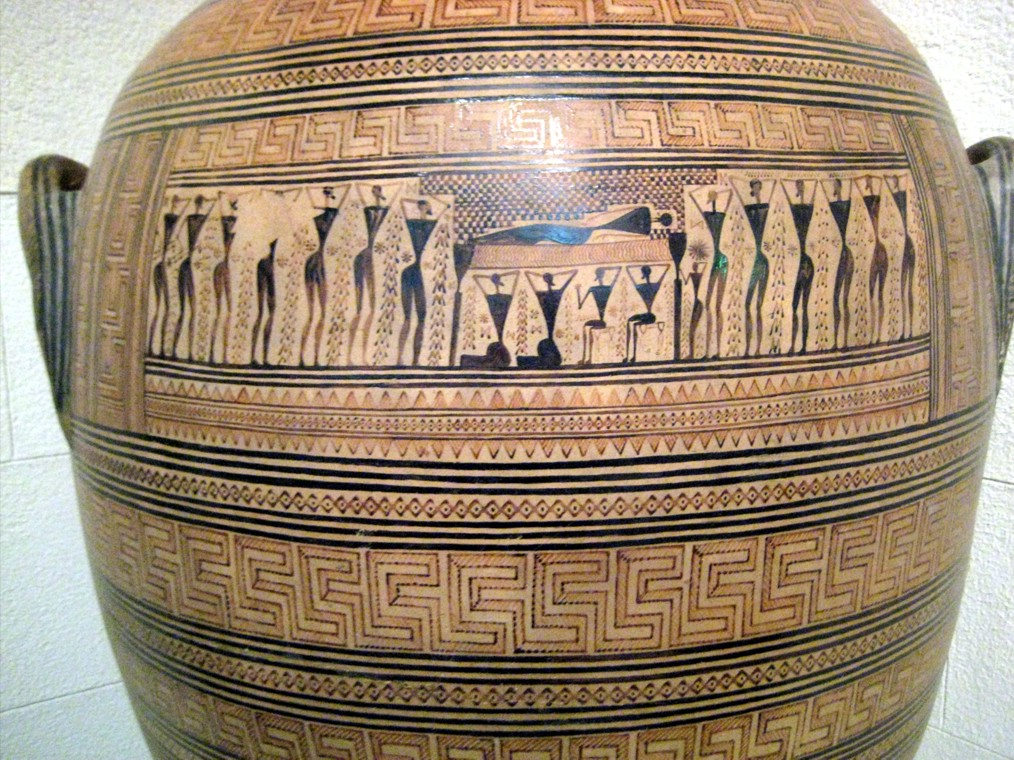
Detalhe de ânfora monumental do período geométrico

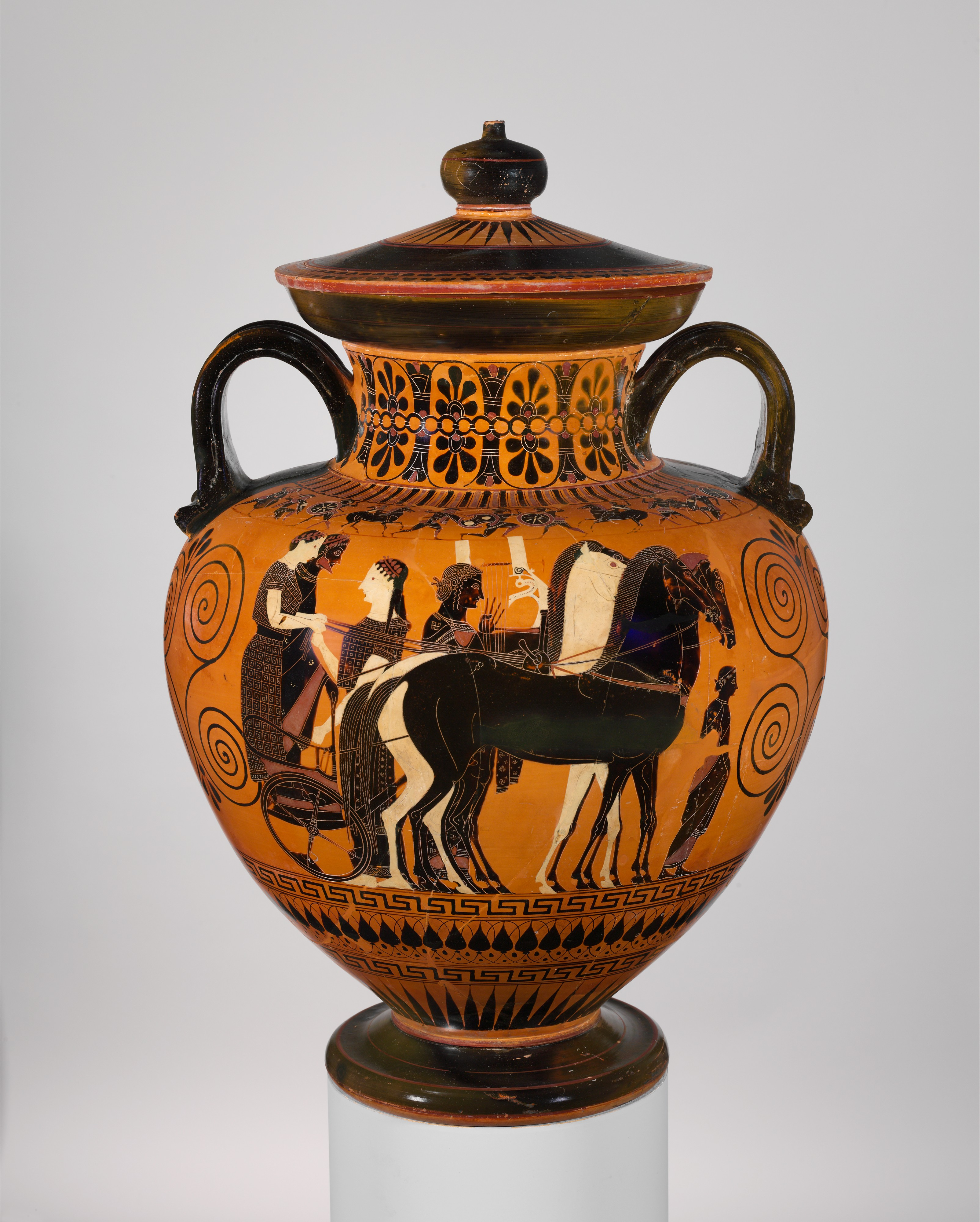
Ânfora pintada por Exéquias, c.

A produção de vasos decorados foi uma das poucas manifestações artísticas que não sofreram interrupção na Idade das Trevas grega, havendo pois uma tradição contínua que remonta a tempos imemoriais. Interessa-nos, porém, a produção a partir do período geométrico. Nesta fase a decoração é bastante elementar, resumida a linhas e padrões geométricos abstratos - de onde vem o nome do período - distinguindo-se da preferência por padrões derivados do círculo da fase anterior. Embora aparentemente simples, era uma arte sofisticada, obedecendo a uma série de convenções precisas, e alguns de seus exemplos se contam entre as melhores criações da arte grega de todos os tempos. Figuras começaram a aparecer em torno de 850 a.C., com faixas de animais e pessoas de perfil simplificado, acompanhando a diversificação dos padrões abstratos. Na fase final começaram a surgir cenas mitológicas.
No período orientalizante houve grande intercâmbio cultural com a Ásia, recebendo dali influências que se traduziram na diversificação dos formatos dos vasos, tendo Corinto como o principal centro de produção. A decoração incluía motivos geométricos, florais e uma vasta população de animais fantásticos como esfinges, sereias e quimeras. Por outro lado, a presença de figuras humanas diminuiu. Em Corinto se formulou pela primeira vez um estilo decorativo de larga influência chamado de figura negra que, como o nome indica, trazia os desenhos em negro contra um fundo vermelho, com algumas partes em branco. Tendo iniciado essa tradição em Corinto, foi entretanto em Atenas que ela chegou a um alto grau de refinamento, no início do período arcaico, quando a presença de figuras de monstros declina e a figura humana é enfatizada. Vários pintores de figura negra se tornaram famosos, como Exéquias, Clítias, Ergótimo, Nearco e o Pintor de Amásis. Também a Atenas se deve um outro desenvolvimento na técnica, que levou à formação do estilo em que as cores foram invertidas, chamado figura vermelha, tendo o negro como fundo. Essa novidade permitiu uma liberdade muito maior para o trabalho dos pintores, que passaram a se deter em detalhamentos anatômicos e cenários. Mestres famosos foram Dúris, Brígos e Onésimo.
A partir de c. 600 a.C. Atenas se tornou o centro de produção mais importante, exportando seus vasos para toda a orla do Mediterrâneo, e nesta época a prática do pintor assinar seu nome se tornou comum. Em torno de 500 a.C. os artistas abandonam as convenções da representação em perfil e passam a pesquisar outras posturas e efeitos de escorço. No final do período arcaico se consolidou também o estilo do fundo branco, que junto com os outros dois estilos continuaria em uso durante a era clássica. A temática adquire mais variedade com a introdução de cenas do cotidiano. Esta fase representa o apogeu da pintura de vasos, produzindo peças de alta qualidade técnica e estética.
Ao longo do período clássico a produção de cerâmica decorada experimentou um declínio cuja causa ainda não é bem compreendida, mas aparentemente o meio de expressão já estava se esgotando como campo de experimentos e inovações e perdia popularidade em relação à pintura em outras superfícies. Também pode ter sido sentida a limitação imposta pela técnica para a representação naturalista que entrava em voga. Depois de c. 430 a.C. as composições começam a ser dominadas por uma decoração floral abundante e grupos compactos de figuras sem uma narrativa discernível. No período helenista o declínio se acentuou, mas é de citar o surgimento de vasos com novas formas imitando os vasos de bronze, decorados com relevos, e de um estilo chamado "encosta oeste", por ter sido descoberto em escavações na encosta oeste da Acrópole de Atenas. Estes vasos têm uma coloração mista de marrom, branco e negro, com detalhes em relevo, incisões e uma iconografia simplificada.

### Pintura de estatuária e arquitetura

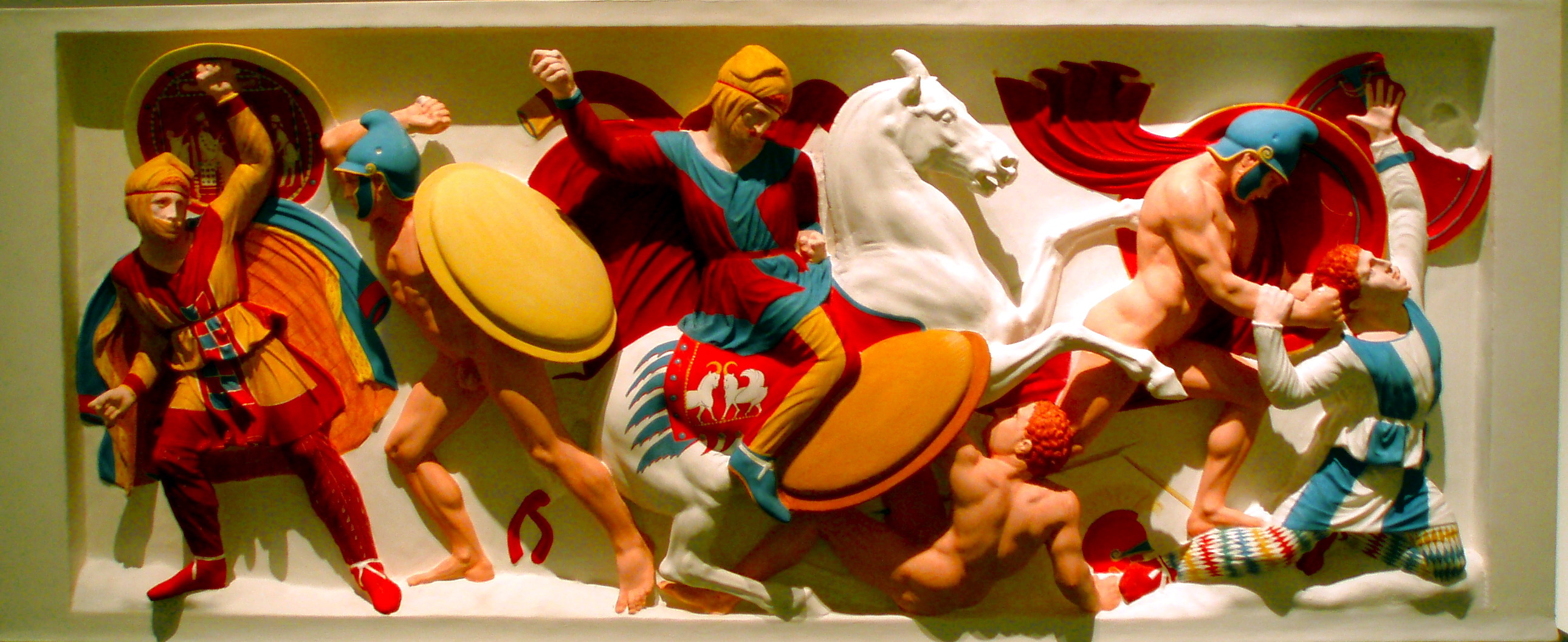
Reconstituição da policromia do Sarcófago de Alexandre

Uma outra aplicação da pintura entre os gregos era na decoração da estatuária e da arquitetura. Até há pouco tempo não havia, por falta de conhecimentos, um consenso sobre a extensão desta prática, e este fato só recentemente vem recebendo maior divulgação entre o grande público. Entretanto, a partir de pesquisas recentes se sabe que a pintura de superfície na escultura e arquitetura era uma praxe disseminada, e um dado fundamental no estilo grego como um todo. Mestres escultores como Praxiteles deixaram registrado que só consideravam suas obras acabadas depois de recobertas com tinta, o que por certo lhes emprestava uma aparência muito diversa da que hoje mostram nos museus do mundo. Em 2003 a Gliptoteca de Munique organizou uma exposição itinerante, intitulada Bunte Götter (Os Deuses Coloridos), com réplicas de obras importantes decoradas segundo o que se descobriu sobre sua policromia, com resultados surpreendentes.

## Mosaico

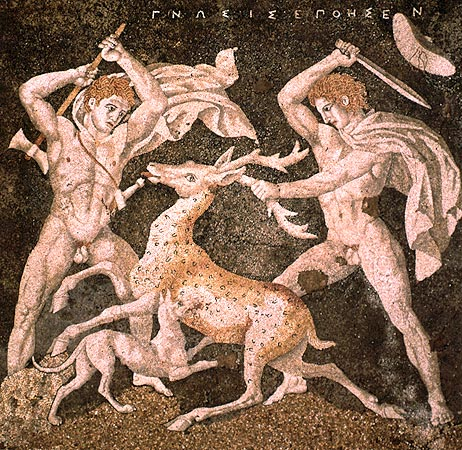
Mosaico dos caçadores do veado, Pela, século IV a.C.

Não se sabe de onde os gregos derivaram sua técnica de mosaico. Supõe-se que suas origens remontem a práticas da Suméria e Assíria, mas é certo que desde o Neolítico o mosaico se fez presente na Grécia. Nesses tempos primitivos o mosaico desenhava padrões abstratos simples e era realizado com seixos rolados de tamanhos irregulares. Os primeiros exemplos de mosaico decorado com figuras datam do período clássico, havendo relíquias em vários locais, impossibilitando a identificação de um centro irradiador. A técnica nesta altura havia evoluído sensivelmente, com o uso de peças menores, capazes de fornecer maior detalhamento, e empregando cores mais variadas, iniciando-se mesmo a exploração de efeitos de sombreado, como se pode constatar nos mosaicos de Pela. Em vários casos são visíveis símbolos como a suástica, o machado duplo, letras avulsas, círculos e rodas que possivelmente representam a roda da fortuna, sugerindo que esse tipo de desenhos podia ter funções mágicas de atrair a boa sorte e repelir más influências. Sua estrutura geralmente mostra uma moldura larga emoldurando uma composição figurativa central, no esquema do círculo inscrito no quadrado. Ocasionalmente nos cantos se colocavam composições secundárias. Um dos mais finos exemplos do classicismo está na Casa dos Mosaicos em Erétria, com uma série de painéis em várias formas e esquemas compositivos, e em Sicião se encontra um pavimento inteiramente decorado com o motivo da onda entrelaçada em torno de uma rosácea central, de grande efeito plástico.
Durante o helenismo a técnica se sofisticou ainda mais, explorando-se a criação de texturas diferenciadas na mesma composição e empregando-se peças ainda menores, de formato regular, que possibilitou um maior controle no desenho e um fino detalhamento. Um desenvolvimento ulterior deu origem ao chamado opus vermiculatum, onde as peças são tão pequenas que mal se distinguem como entidades separadas, chegando a apenas 4 mm², o estágio de mais alto refinamento e complexidade do mosaico, possibilitando a obtenção de efeitos que se aproximam da pintura. Neste mesmo período a técnica grega se expandiu por uma larga região, chegando até ao Afeganistão, e passou a incorporar outros materiais além da pedra, como o vidro e a madrepérola, criando efeitos de grande riqueza plástica. Os romanos foram grandes apreciadores dos mosaicos gregos, imitando-os em seus palácios e edifícios públicos e levando a técnica para toda a área de influência do Império.

## Literatura e teatro

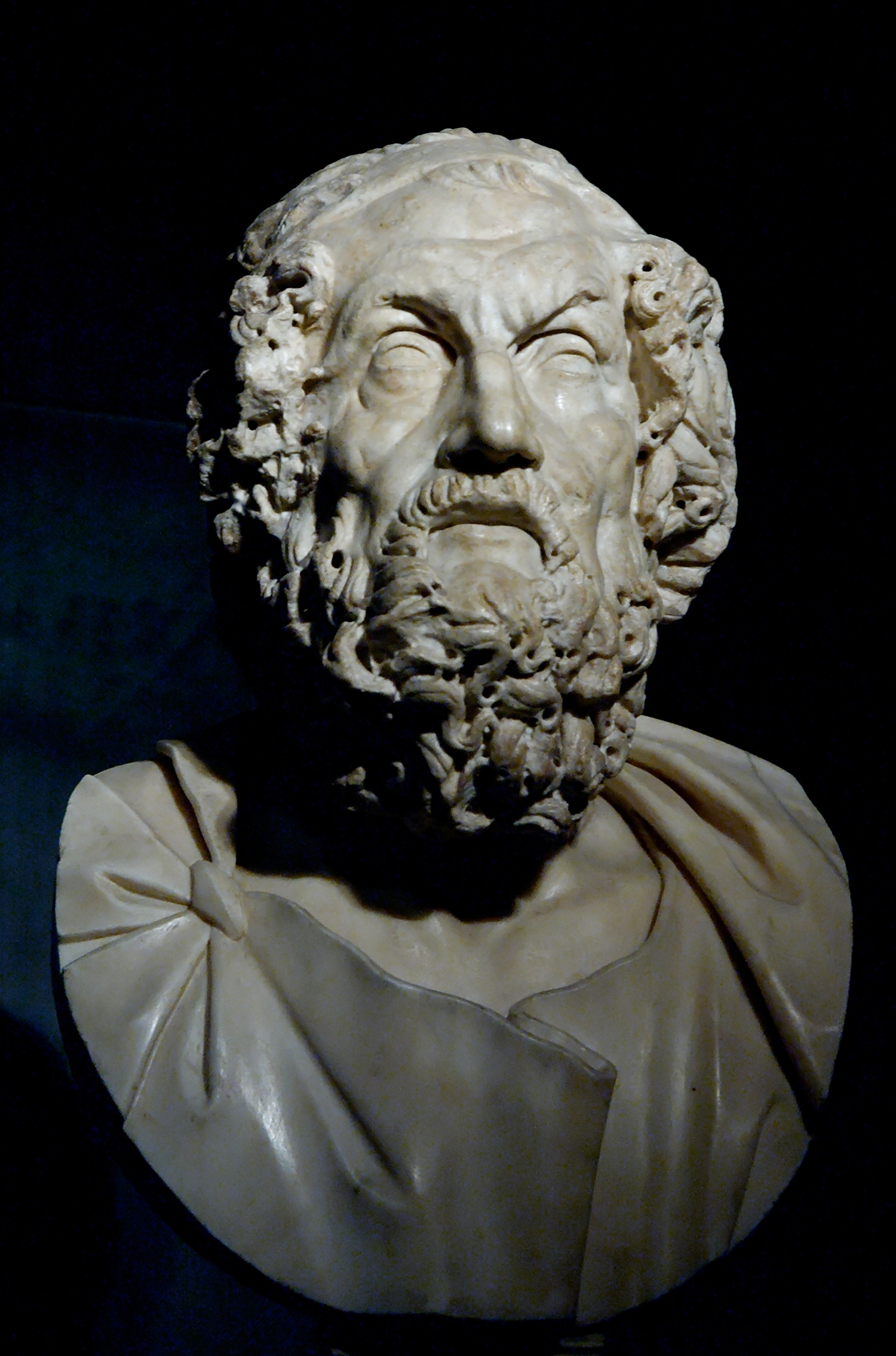
Busto de Homero

Segundo Tim Whitmarsh, na Grécia Antiga não havia o hábito da leitura como hoje em dia, em que ele se caracteriza primariamente como uma atividade individual exercitada em horários de ócio. Antes, era uma atividade engajada e ideologicamente orientada, fazendo parte integral da vida da pólis e objetivando suscitar debate e reflexão socialmente significativos. O povo se reunia nos festivais e cerimônias públicas para ouvir a récita dos poetas ou dos espetáculos teatrais, cujos textos eram escritos também em versos e cujo conteúdo tinha raízes tradicionais e trazia a todos uma mensagem coletiva. Muitas vezes tais récitas eram acompanhadas de música e dança, uma associação que permaneceu frequente ao longo da história grega. A circulação privada de livros — descontando-se a produção específica dos filósofos e cientistas, sem caráter artístico e restrita ao seu círculo de estudantes, e que não será abordada aqui — só começou em torno do século IV a.C., e desde logo adquiriu um caráter elitista, pois livros eram manuscritos raros e caros.
A tradição literária grega iniciou com Homero, cuja historicidade é motivo de conjetura, mas é considerado muitas vezes o pai da literatura ocidental. Seus dois grandes poemas épicos, a Ilíada e a Odisseia, criaram uma tradição viva até hoje, com inúmeros desenvolvimentos derivativos. Eles coletam tradições antigas respectivamente sobre a Guerra de Troia e a viagem de Odisseu de volta para casa, e embora se apresentem como poemas históricos, grande parte da sua atenção é devotada à descrição de episódios fantásticos ou lendários e às intervenções dos deuses na vida humana. Por outro lado, traçam um vasto panorama da sociedade grega do período histórico imediatamente anterior, especialmente retratando a classe aristocrata, com seus costumes, suas crenças, suas motivações, seu perfil psicológico, suas relações com os estrangeiros e sua organização social. Da mesma época são alguns hinos atribuídos a Homero sem qualquer certeza, embora exibam um estilo similar.
No período arcaico surgiu uma literatura poética mais diversificada, mais afeita à realidade cotidiana, descrevendo as lutas de classes, penetrando em temáticas filosóficas, humanísticas e científicas, e tendo a experiência individual do poeta um papel mais importante na sua definição ideológica e estética. Nesta fase destaca-se Hesíodo que, ao contrário de Homero, abordou uma temática mais popular. Entre várias criações atribuídas ao poeta, sobrevivem duas obras importantes: Os Trabalhos e os Dias, uma narrativa que mescla História e os afazeres da vida no campo dentro de uma moldura ética, e uma cosmogonia mitológica, intitulada Teogonia. Também merece nota a emergência de uma poesia mística derivada principalmente do Orfismo, apresentando um modelo de vida ideal de grande pureza e enorme apelo popular, prometendo uma recompensa pós-morte aos virtuosos, que possivelmente refletia compensatoriamente o estado de desordem cívica e as incertezas e agruras da vida real. Outras correntes cultivaram os gêneros lírico e elegíaco com grande originalidade e sensibilidade, baseados em tradições populares mas de veia individualista, e também de grande circulação entre o povo. Ativos nessas linhas foram Anacreonte, Mimnermo, Tirteu, Teógnis e a poetisa Safo, de grande fama, entre muitos outros. Nos gêneros da poesia filosófica e crítica, podem ser citados Xenófanes e Epimênides. Ainda neste período iniciou o desenvolvimento da poesia dramática, que acabou dando origem à tragédia e à comédia. Ambas nasceram de uma forma de hino coral, o ditirambo, cantado em honra de Dionísio, tendo um líder, o corifeu, a dividir versos com um coro. Diz a tradição que o primeiro a fixar a forma do ditirambo foi Árion. Téspis, figura de transição, introduziu a figura do hypocrites (aquele que responde, um interlocutor), criando os primeiros diálogos dramáticos, e sendo por isso considerado o pioneiro da tragédia. A comédia, por sua vez, surgiu como um entretenimento intercalado nas tragédias, tendo como seu iniciador Quérilo.

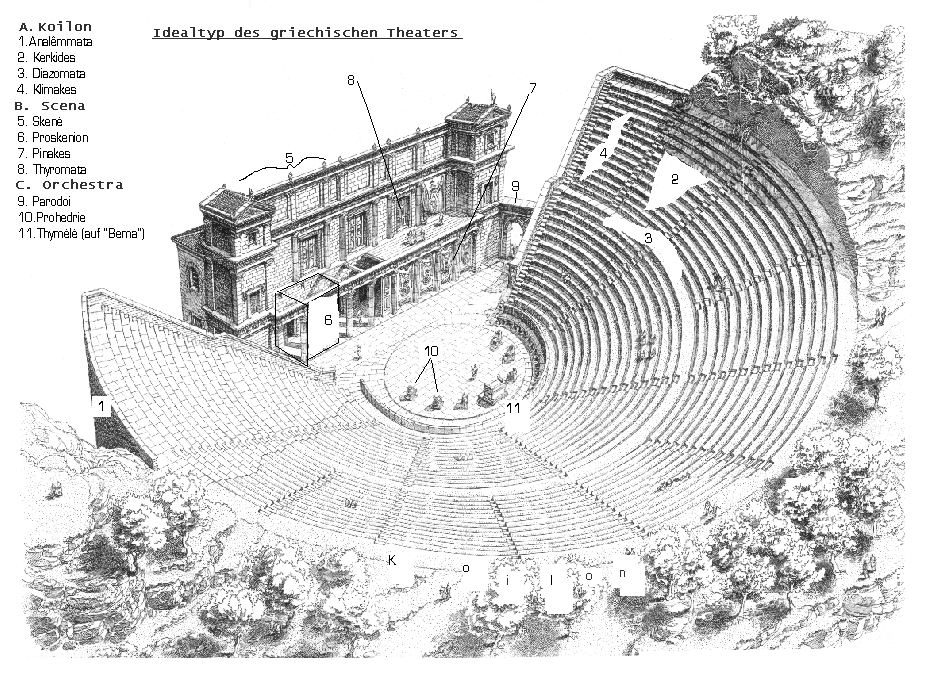
Um teatro grego típico com a designação de suas várias partes

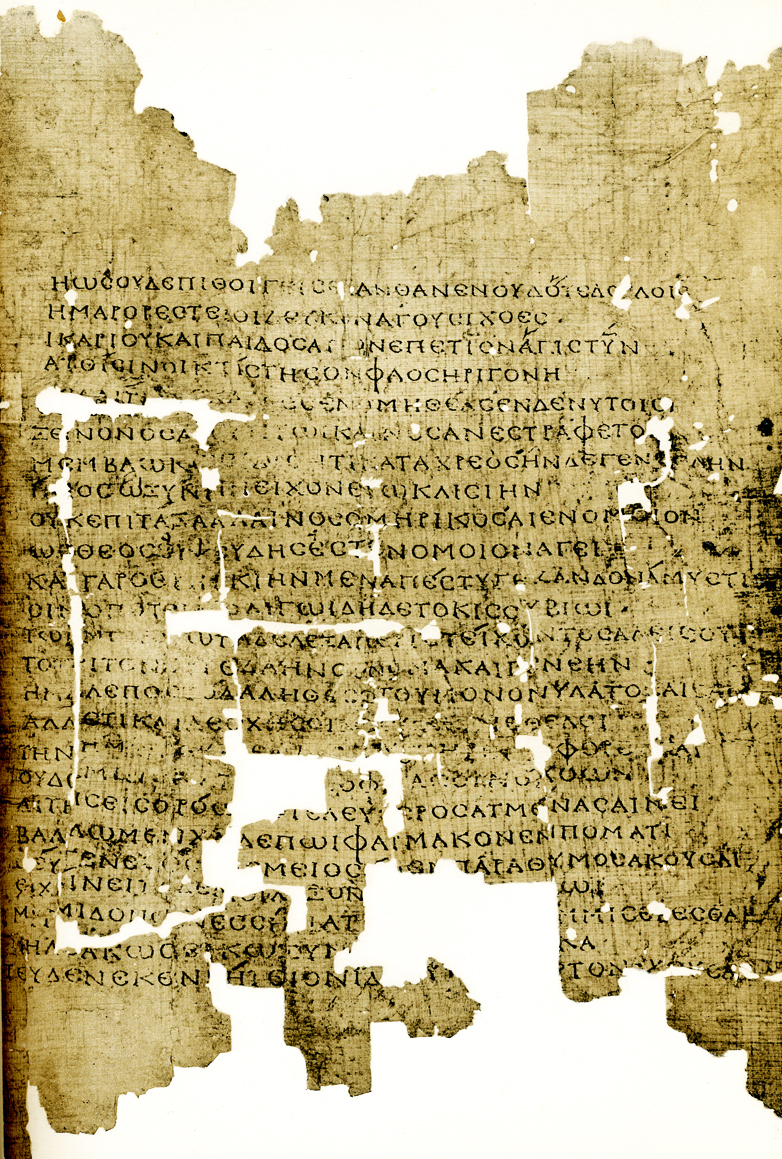
Fragmento de papiro com o poema Aetia, de Calímaco

Porém, foi no período clássico que a poesia dramática chegou à sua fase dourada, quando sua apresentação passou a se dar em grandes anfiteatros, estruturas concebidas especificamente para este fim. O principal centro de interesse temático da tragédia clássica, na apreciação de Ian Johnston, foi o conflito entre o homem e as inelutáveis forças do destino, buscando entender os desígnios dos deuses, conhecer até onde vai o livre-arbítrio e discernir qual a mais adequada resposta humana aos desafios apresentados. No pensamento grego até mesmo os deuses eram sujeitos ao destino, mas na tragédia o herói se destaca como aquele que dá o melhor de si, mesmo à custa de sua própria vida, para enfrentar um contexto desfavorável dentro do âmbito da justiça, com isso provando sua excelência pessoal e tornando-se um modelo para sua comunidade.
Ésquilo, o primeiro grande tragediógrafo, chamou um segundo interlocutor, tornando o desenvolvimento dramático mais dinâmico, a ponto de o diálogo entre os protagonistas suplantar em importância as intervenções do coro, que até então levava a cabo a maior parte da narrativa. O coro, a partir de então, passou a comentar a ação principal, incentivando ou censurando os protagonistas e estabelecendo atmosferas sugestivas, que emolduravam ou coloriam o diálogo. Sobrevivem sete das dezenas de tragédias de Ésquilo, ainda hoje integrando o repertório teatral, entre elas Sete contra Tebas e a tetralogia da Oresteia. Sófocles foi outro grande nome no gênero, autor de diversas obras-primas de profunda penetração psicológica e elevada espiritualidade, destacando-se Édipo Rei, Electra e Antígona, dentre as mais de cem a ele creditadas, quase todas perdidas. O terceiro tragediógrafo a ser lembrado é Eurípides, influenciado pelos sofistas e original por explorar temas até então pouco trabalhados no ambiente dramático, como a filosofia, o romantismo e a sensibilidade feminina, além de lançar críticas à religião e ser conhecido como o mais trágico dos trágicos. Das muitas peças que escreveu chegaram a nós dezessete, entre elas Medeia, As Troianas, Ifigênia em Áulis e As Bacantes. Todos eles também foram autores de comédias, embora este gênero tenha demorado mais a amadurecer. Seu mais notável representante foi Aristófanes, cujas peças são ácidas e vivazes críticas da vida social, política, intelectual e moral ateniense. São conhecidas onze de suas comédias, podendo ser citadas Lisístrata, As nuvens e As rãs.
A literatura em prosa também teve um florescimento relativamente tardio, já que a poesia supria a necessidade de informação narrativa, e só veio a evidenciar maturidade no período clássico, depois de ensaios anteriores de escritores como Ferécides, Anaxágoras e Hecateu, com um trabalho principalmente na forma de epigramas ou trechos breves de conteúdo mitológico, filosófico, geográfico ou histórico, sem grande coesão interna. Mas foi o fabulista Esopo o primeiro escritor que explorou a prosa como literatura artística por direito próprio, elevando-a a um alto patamar de qualidade. Suas fábulas são alegorias morais, onde muitas vezes deu voz aos animais. No período clássico a principal literatura em prosa não tem caráter artístico, mas não pode passar sem ser citada a notável contribuição para o refinamento estilístico da prosa e da retórica deixada pelos filósofos, como Xenofonte, Platão e Aristóteles, por historiadores como Heródoto e Tucídides, por cientistas como Hipócrates e por oradores como Demóstenes e Ésquines, cujas obras são referência até os dias de hoje. Ao mesmo tempo, surgiu um considerável grupo de comentaristas desses autores citados, que também ajudaram a sedimentar e enriquecer a prosa grega.
As mudanças políticas e sociais ocorridas no período helenístico — passando de uma sociedade centrada na pólis democrática para um mundo de monarquias cosmopolitas com uma etnicidade muito mais heterogênea, e com a cidadania acessível a uma parcela muito maior da população — se traduziram em uma literatura muito mais diversificada, muitas vezes com o propósito de simples entretenimento privado ou cortesão. Em função disso, os livros começaram a se tornar mais comuns e a literatura em geral deixa de buscar primeiramente a educação ética do público, e se preocupa mais com o puro deleite estético. Como disse Kathryn Gutzwille, enquanto a literatura anterior fascina e comove pela sua grandiosidade e sua transcendência, a helenística encanta pelo seu caráter imediatista e realista, numa complexa e sofisticada fusão de uma imensa e eclética virtuosidade literária, conquistada após séculos de prática, com uma atenta observação da natureza e da vida humana em seus detalhes mais prosaicos. Os principais sujeitos dos períodos anteriores, os heróis e os deuses, permanecem em cena, mas sua presença não é dominante, nem opressiva, chegando a se aproximar muito do caráter das pessoas comuns. Esse rebaixamento, já prefigurado em Eurípides e também no comediógrafo Menandro, se tornou o habitual durante o helenismo, sem entretanto decair para uma mera paródia. Também continuaram comuns os gêneros da poesia lírica, épica e dramática, como na obra de Calímaco e de Apolônio, mas nos vários novos centros que começaram a se destacar por sua produção literária, especialmente na Ásia Menor e Egito, foram desenvolvidas formas inovadoras, como o mime, cultivado por Herodas; a écloga, representada por exemplo por Teócrito; a epília, um gênero épico de pequena envergadura, e a poesia didática, com expoentes em Nicandro e Arato, além de o gênero do epigrama ressuscitar de modo triunfal, sendo cultivado por praticamente todos os poetas do período. Ao mesmo tempo, desenvolveu-se em prosa um gosto apaixonado pela crítica literária, pela narrativa ficcional e fantástica, pela retórica e pela história da arte, e, talvez mais importante, foram compiladas coletâneas de poetas de períodos anteriores e se multiplicaram as bibliotecas, como a famosa de Alexandria, com o que pôde ser preservado para a posteridade um grande corpo literário que de outra forma poderia ter-se perdido.

## Dança

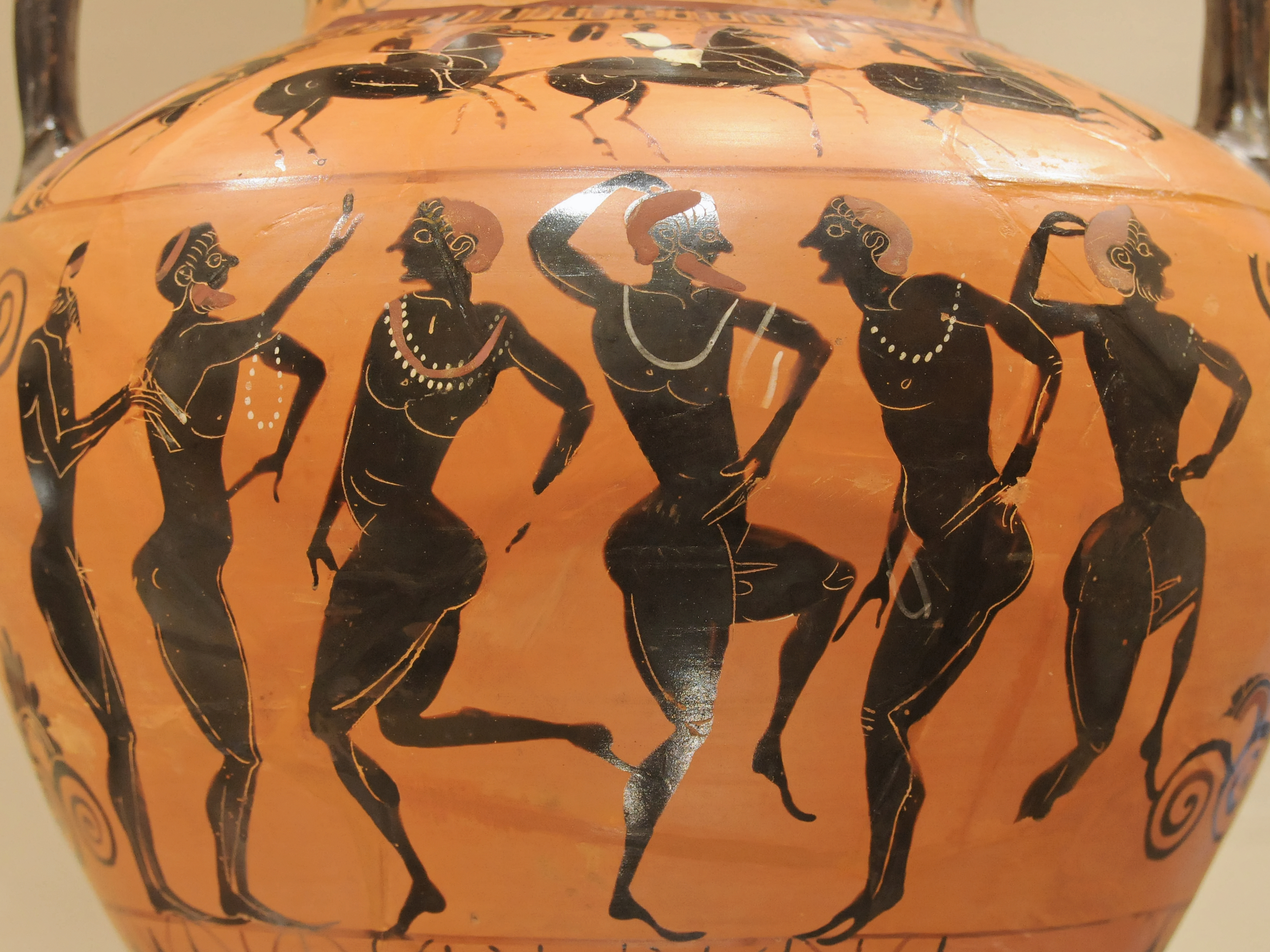
Dançarinos arcaicos em vaso pintado

Sobre a dança grega sabe-se pouco e especula-se muito, dificuldade nascida da ausência de evidências diretas. Tudo que se pôde conhecer deriva de descrições literárias e registros visuais em pinturas, relevos, gemas e estatuária, muitas vezes genéricos e imprecisos. Entretanto, parece haver um consenso de que a dança era tão apreciada e disseminada quanto as outras artes, estando presente em toda a vida social grega, frequentemente associada à música, à poesia, ao teatro, ao entretenimento privado e a festividades religiosas e cívicas. Aparentemente esta arte alcançou um elevado grau de sofisticação, veiculando símbolos, evocando mitos e ilustrando eventos históricos, e a habilidade na dança era tão prestigiada como a capacidade guerreira. Aliás, a dança fazia parte da educação dos soldados e se estruturava por uma consistente normatização de movimentos, cujo rigor se comparava às manobras militares coletivas. Vários tipos de danças militares foram descritos na literatura, incluindo aquelas que se valiam de manipulação de armas e as que imitavam os movimentos dos animais. Danças deste último tipo também eram praticadas em rituais religiosos, principalmente nos cultos de mistério, onde se destacavam as danças orgiásticas executadas pelas mênades nos ritos de Dionísio. Outras formas incluíam as danças específicas para matrimônios, que tinham em geral um caráter processional ou desenhavam círculos e giros, acompanhadas de palmas e gesticulação, e as danças fúnebres, em geral procissões dinamizadas por uma gestualidade dramática, envolvendo o rasgamento de roupas, movimentação dos braços, lamentações, escarificação da face e trocas de abraços. No teatro a dança estava invariavelmente presente, sendo conduzida pelo coro, fazendo uso de figurinos apropriados e realizando movimentos solenes de caráter processional.

## Artes decorativas e aplicadas
A criatividade dos antigos gregos não se limitou às assim chamadas artes maiores: a arquitetura, a escultura e a pintura, que como se viu conheceram um extraordinário florescimento, mas cultivaram uma variedade de outras técnicas cujos produtos não causam talvez tanto impacto imediato por suas dimensões reduzidas, mas que dentro de seu âmbito igualmente atingiram altos níveis de sofisticação. Os pequenos bronzes, por exemplo, algumas vezes decorados com aplicações de ouro e prata, também abundam em todas as fases, e embora muitos deles possam se enquadrar na classificação de escultura, outros eminentemente utilitários como os vasos, as armas, os espelhos e objetos domésticos, também amiúde receberam um tratamento estético que vai além do imprescindível para cumprirem sua função e se elevaram ao nível de objetos de arte. A joalheria igualmente atingiu uma qualidade excepcional, com uma ampla variedade de artefatos como colares, brincos, camafeus e coroas.

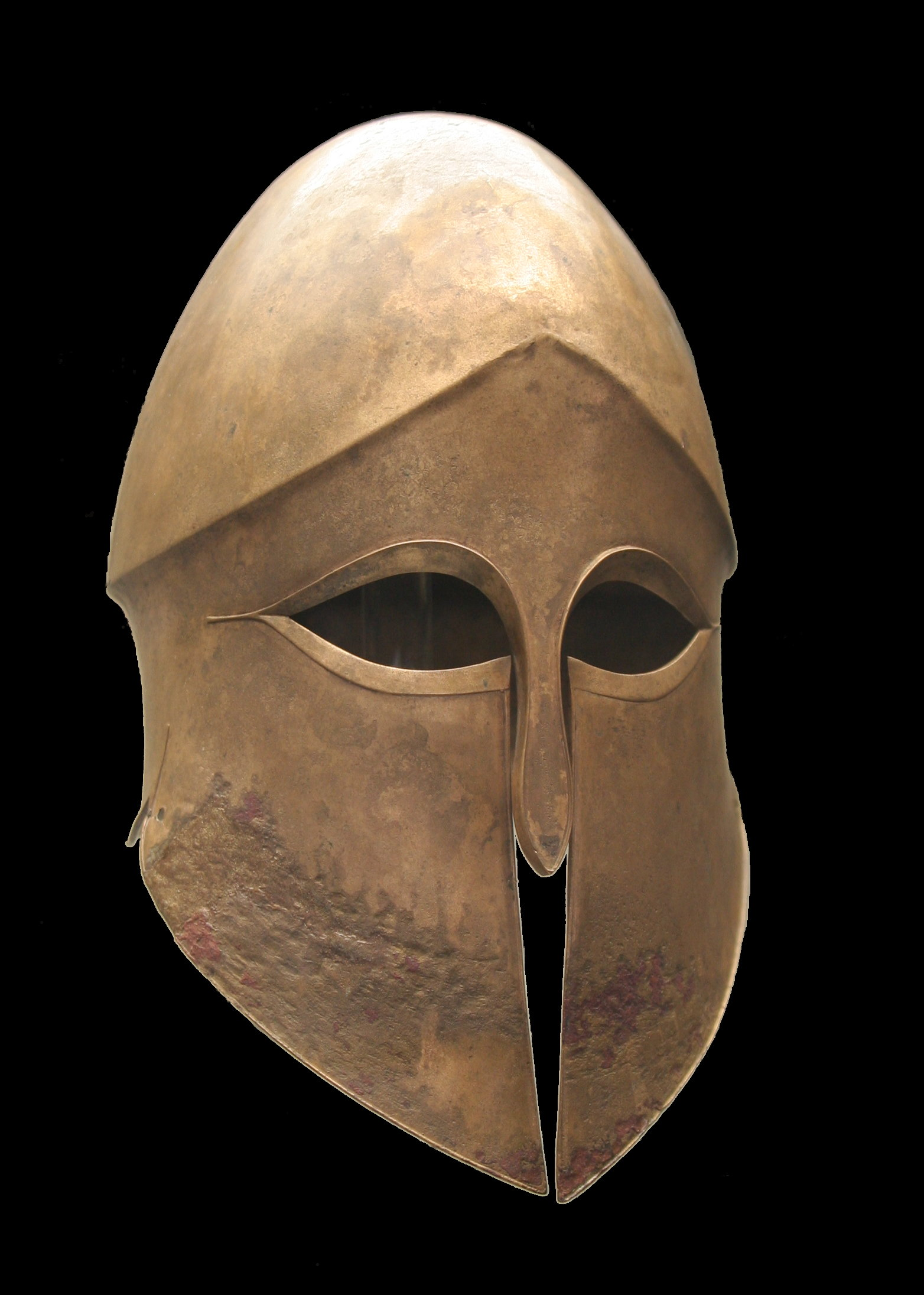
Elmo
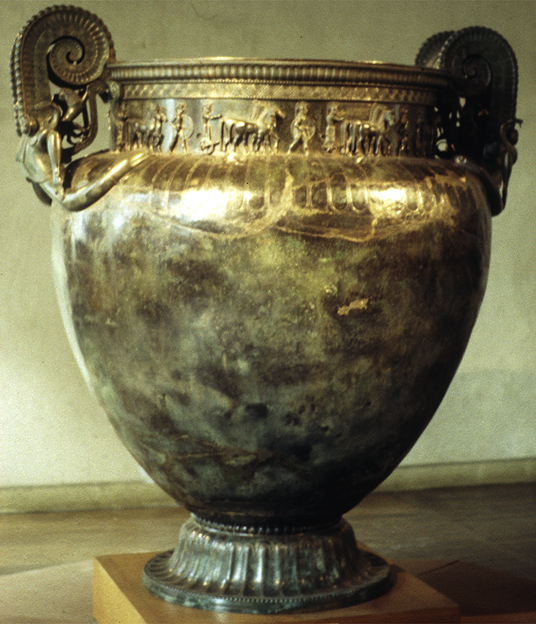
A Kratera Vix, em bronze
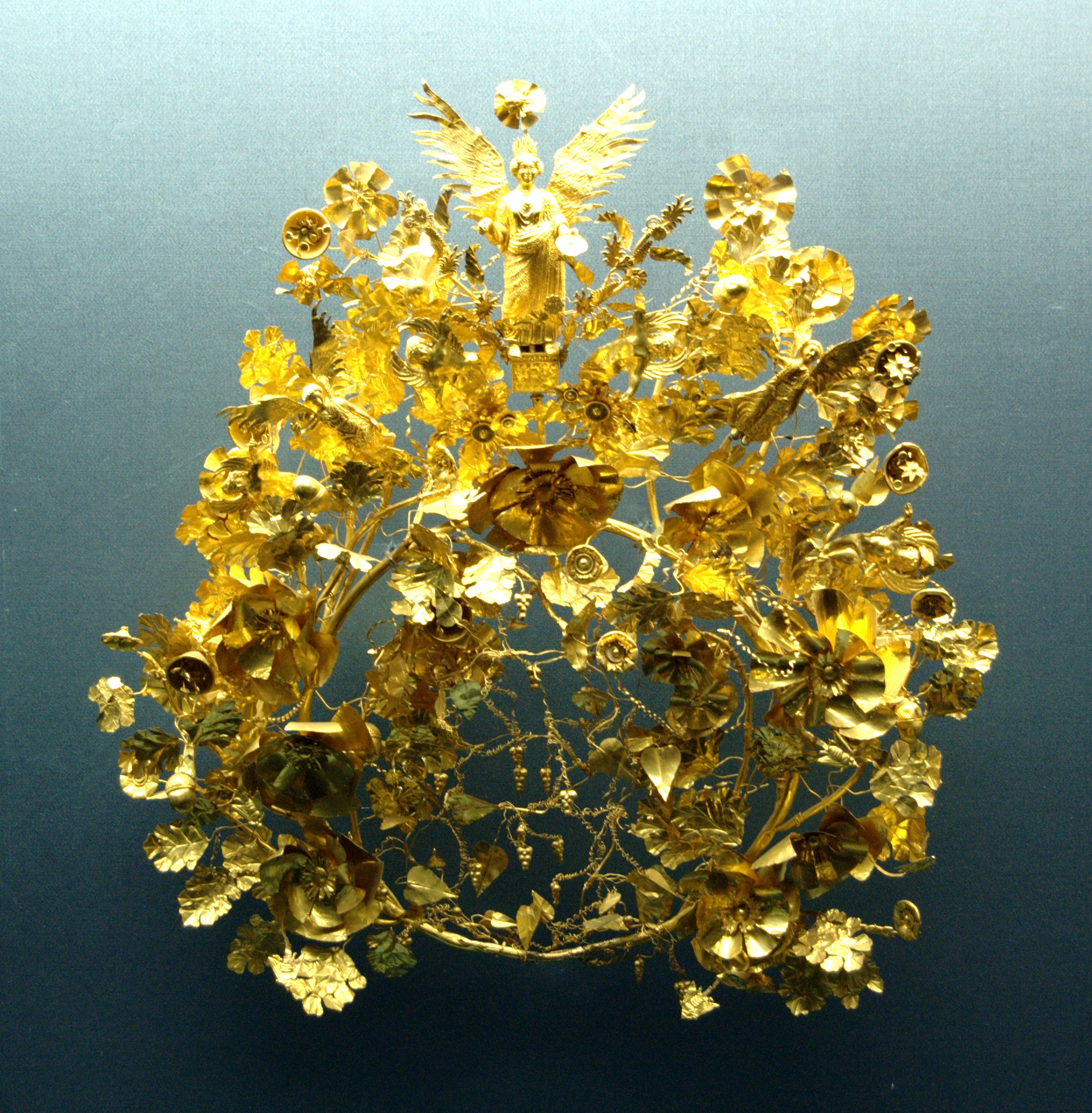
Coroa de ouro
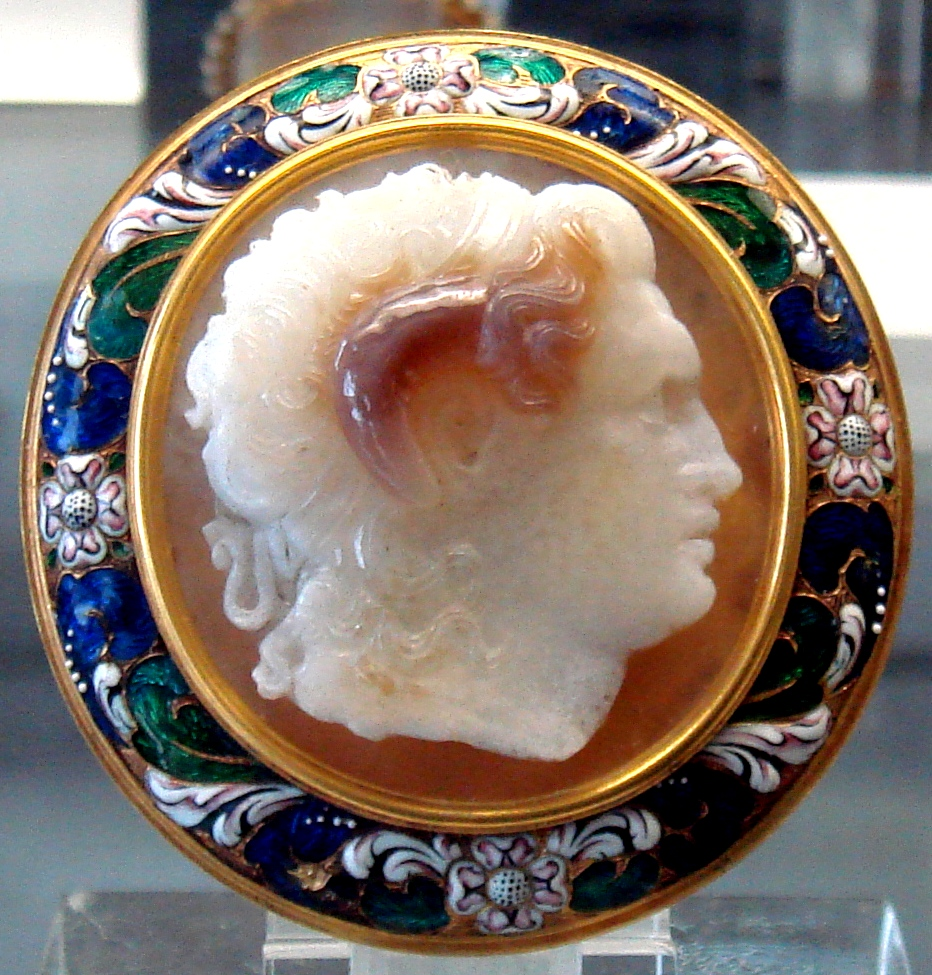
Camafeu com a efígie de Alexandre

## Legado
É difícil enfatizar demais a importância da arte grega, em particular a dos períodos clássico e helenista, pois ela constitui a base da arte de todo o ocidente. Seu legado foi assimilado em larga escala pela Roma Antiga e dali se transmitiu à posteridade, tornando-se redivivo em especial durante o Renascimento e o Neoclassicismo, embora ao longo de todo o intervalo até a contemporaneidade ele tenha se feito notar ininterruptamente, de formas mais ou menos óbvias. Chegou a extrapolar os limites ocidentais para influenciar culturas tão distantes como as do Japão, Índia e China. Entre suas múltiplas contribuições fundamentais para a cultura ocidental podem ser citadas a concepção de planejamento urbano integrado, os modelos do templo, do teatro, do ginásio, a ideia de monumento cívico, cânones de proporções para representação naturalista do corpo humano, a representação dos deuses sob forma humana, o retrato individual, a criação da perspectiva, do sombreado e outros recursos ilusionísticos na pintura, a descoberta da encáustica, a formulação de um modelo de epopeia, de literatura dramática e de poesia lírica, e a exploração visual e literária da psique humana.
Seu estudo adquiriu linhas mais científicas a partir do fim do século XVIII, principalmente através do trabalho de Johann Joachim Winckelmann, um entusiasta da arte grega e o maior teórico do Neoclassicismo. Ele definiu para ela um perfil cronológico-estilístico à maneira de um ciclo vital, com suas fases de formação, apogeu e declínio, centrado na obra dos principais artistas, que se tornou canônico até o início do século XX, e que colocou a arte do período clássico acima de todas. Entretanto, hoje o estudo da arte grega é mais abrangente e procura dar valor a todas as fases, analisando-as contra seus contextos e enfatizando suas peculiaridades. Essa nova abordagem levou à compreensão de que não existe uma "arte grega" como um bloco unificado, mas sim um feixe de manifestações artísticas diferenciadas, muitas vezes fortemente coloridas por tradições regionais, que se desenvolveram e transformaram ao longo de muitos séculos e que refletem o mosaico cultural que constituía o que chamamos de Grécia Antiga.